# 我們這一家
《我們這一家》是螻榮子所創作的日本漫画作品，於1994年6月到2006年3月期間在讀賣新聞星期日版連載，單行本共21集。2019年12月24日改在《AERA》連載並改名《我們這一家SUPER》。同名電視動畫於2002年至2009年期間共播放331集，2015年至2016年期間播放第2季《新我們這一家》共76集，2024年改在YouTube播放第3季《我們這一家NEXT》共5集。
故事情節以親情、友情和生活瑣事等為甚，多取於作者的家庭；另外花媽一角的創作靈感就是源自作者母親。結構簡略並強調二頭身的畫風也是該作主要特色。作者在Twitter發文表示，她開始創作《我們這一家》時，是以自己作為高中生「橘子」的視點出發；然而隨著時間的流逝，不知不覺間自己也開始使用母親的視點進行創作，到現在的自己甚至比原作作中爸爸的年紀還要大了，因此也對於作品未來方向感到迷惘。
漫畫於1996年獲得第42屆文藝春秋漫畫賞，2002年獲得手塚治虫文化獎，單行本累計銷量達到1000萬本以上。

## 登場角色

### 立花家（花家）
- 其姓氏「立花」在臺灣及香港的配音版本皆為「花」，下述所有內容以此為主。
- 家中的印章有三種，前期是，中期是，後期是「立花」。
- 日語中（立花）亦指「橘」，故有些家庭成員以柑橘類命名。

#### 立花翠（花師奶）
Tachibana Midori
- 配音員：渡邊久美子（日本）；王瑞芹（臺灣）；雷碧娜（香港）

日本原音通称お母さん，香港譯為花師奶（花太太）; 臺灣譯為花媽，臺灣日販漫畫版無定名。
年齡：43歲，身高：165公分，體脂肪率：51.0%（肥胖）生日3月23，血型O型。
家庭主婦，花爸的妻子、橘子和柚子的母親。九州大分縣出生。
其體型和五官特徵遺傳自母親，似半人魚，且有著粗長的嘴唇。
有著不認輸的精神，對自己的外貌和所作所為往往頗具信心，凡有堅持的目標就要做到最後，性格極端易怒暴躁又傲慢自大，而且很容易得意忘形，而因此般堅持換來弄巧成拙的結果亦不在少數。矛盾的是本身也抱持「最好的人生有如平坦緩坡」與「凡事不該執著於某樣事物」的價值觀。在台灣配音版習慣講台語。
習慣誇大自己的情緒、説話內容和動作；包括曾為教訓橘子而過分放大其舉止而造成家中驚動；另在生理亦有一些異於常人的部分，如很會流汗，對於無關自己痛癢的雜音（如機車引擎聲或抖腳聲）格外敏銳。
秉持勤儉、儉樸的生活態度，對物品錙銖必較，認為名牌是虛有其表，甚至會將貴重物品放很久或過期前夕才用；但偶為私心改變，例如有慣用卻較昂貴的衛生紙品牌；對橘子和柚子的零用金總是保持不多給、不少給的方式，還要求橘子和柚子要有節約、儉樸的美德(自認為這不是小氣)。
日本傳統女性地位較低，尤其會反映在花爸和橘子身上，並偶有無意間偏袒柚子的情形（曾對橘子解釋，無論對橘子還是柚子，絕對一視同仁，但是因為柚子的敏感性格，所以不像橘子一樣常被說教）；另外相當講求物品和造型的便利性，對時尚不但一竅不通，並排斥年輕族群所流行的許多穿著方式。
有許多力求方便的特殊行徑，如：以量杯代替易聚積茶垢的茶壺、用家中門旁瓦斯錶的剩餘空間放垃圾並稱之為「垃圾表」等。
容易誤會或無法理解別人所表達的意思，並常誤用詞語與跟本人訴求相左的行為舉止或言論；若被家人發現並糾正，通常會口頭合理化、辯解或裝傻離開（哼歌）。
在平常生活中也很糊塗，經常做家事做到一半或忘記自己放東西的位置，而且會想到什麼就做什麼。
愛好的食物是布丁、竹輪、煎餅、香蕉和五家寶；對食物接受度高，幾無排斥自己的失敗料理。
平時喜歡哼歌，以原音角色曲〈熱情的紅玫瑰〉香港版本以〈別怪她〉及〈季節〉作為招牌曲（臺灣以中文片頭曲代之）。
興趣是撰寫書法，其筆名為今治翠，並期望可以開個展。
害怕「真的」有雷公拿走肚臍，故討厭雨天，亦少於雨天出門；如有需要的東西，總會要求家人代買或乾脆不買並盡所能應對。另外也很怕狗。
兒時綽號為大大的和阿肥。
烹煮晚餐的菜色常受花爸的發薪日、花媽的心情或狀態和氣候影響，最常出現的料理是竹輪和味噌湯。同時，很易煮出不合常理或差勁的餐點，因素包括從料理節目學習、缺用食材刻意應急等；要是引起家人抱怨，花爸對此多會叫外送。
偶像是橋本英二郎（藝名豬浦），被她稱作豬老大。
雖然對橘子未來就讀的大學以東京大學為最高標準，但認為橘子可能無法考上，則將標準放低至早稻田大學，同時也向橘子堅稱欲就讀沒有聽過的學校，即不支助學費。
由於長期做為家庭主婦的關係，對外偶有怕生的情形。
與花爸因為相親認識，曾一度想要拒絕這門親事。另特別在意花爸的感受，並多會包容他的特殊行為。
口頭禪：「按呢喔」（án-ne--ooh!，台語的「這樣喔」）

#### 立花蜜柑（花帶柑）
Tachibana Mikan
- 配音員：折笠富美子（日本）；林美秀（臺灣）；林元春（香港）

港版为花带柑，台版为花橘子 ; 臺灣日販 漫畫版為橘子。
年齡：17歲，身高：155公分，體脂肪率：25.1%（稍微過重）生日為8月5日，血型O型。
花爸與花媽的女兒、柚子的姐姐、家中的長女，高中二年級學生（原作初期是高中一年級）。
外貌特徵是招牌白眼和綁丸子頭的自然捲長髮（讀中學時是雙馬尾）。
擁有偏胖的棉花糖身形，常常想著要減肥卻因為自己怠惰不積極的個性沒有一次成功過。然而花媽卻稱其身材有福相、健康，不需要減肥。
有收集紙袋的小習慣和有一個箱子專用來收集未來會用到的東西。
總聽到心裡有一個天使會解決自己生活上困難。
去旅行時經常會受傷，令同行的人十分擔憂。
因為個子矮小的關係，曾多次被人誤認為是初中生，甚至是小學生。
個性幼稚不成熟，性格單純活潑、大而化之且冒失，無法有過於複雜的思想，時常不假思索地表達或從身體動作中透漏自己的想法，並且形容事物時習慣誇張化；性格與花媽有不少相似之處，部分思維甚至是幾乎相同，但經常在做出與花媽類似的事情後會感到懷疑和懊悔。
行為上經常是毫無章法和怠惰散漫，在家時甚至會邋遢到不修邊幅的程度。常為學校的大考熬夜唸書但總是因為自己不積極的態度而失敗收場。另有時會因為自己的隨便，而被弟弟柚子抱怨。
時常為一些小事與花媽意見有異而鬥嘴，但也常會跟花媽訴說心事或討論問題。
喜歡泰迪熊；因此學校所屬社團為「泰迪熊研究社」，簡稱「熊研」。
暗戀同班同學岩木。
患有輕微的近視，出門時會戴隱形眼鏡，在遲到沒時間準備的情形下才會戴眼鏡（漫畫版和動畫版有描寫準備和戴隱形眼鏡的樣子，但後期少有描寫）。
電視動畫的臺灣配音版同時擔任下集預告旁白，日本方面另由萩野志保子擔任。

#### 立花柚彥（花帶桔）
Tachibana Yuzuhiko
- 配音員：阪口大助／伊瀨茉莉也（幼少期）／豬口有佳（0歲時）（日本）；雷碧文／林凱羚（劇場版台語配音）（臺灣）；周文瑛→陸惠玲（香港）

港版為花带桔，台版為花柚子；臺灣日販漫畫版為太郎。
首次登場於漫畫第1回／動畫第1集上半。角色形象參考自原作者螻榮子的弟弟。
年齡：15歲，身高：152公分，體脂肪率：16.8%（適中）生日為7月6日，血型B型。
花爸與花媽的兒子、橘子的弟弟、家中的老么，中學二年級學生（原作初期是中學一年級）。
在家中行為比較正常，腦力派；很會玩填字遊戲之類，還有很會比喻。
外貌特徵是瞇瞇眼和似哈姆太郎（黃金鼠）的嘴唇。有近視（動畫未出現其樣子）。
悶騷，有著成熟思想與深奧的內心世界，表面上是話不多（內心話卻特別多）的人，喜歡在私底下耍酷，常為雞毛蒜皮的小事感到尷尬並逞強。
一直想成為肌肉男，但總是被其他事阻撓，至今未能成功。
具純樸的一面，就連芝麻小事都很容易滿足，並常被花爸欺騙。
平常會戴著耳機聽音樂。擅長畫漫畫和翻書動畫。
被同班同學川島暗戀，與山下同學組成柚子粉絲俱樂部，但也就兩個成員，一號為川島，二號則是山下，並取了小雲雀做為柚子的代號。
兩人經常暗中觀察柚子一切舉動，曾在情人節製作巧克力要偷偷放入柚子抽屜，卻睡過頭，也因此躲過被原老以不能攜帶零食入校為由，沒收巧克力的突發狀況。
偶像為丸野丸美，從無他人知曉，本身也非常保密，深怕被別人知道。
學校所屬社團為棒球社，擔任二壘手。
與橘子不同，相當注重整潔和行事步驟，有時候甚至會糾正橘子的行為。
抽獎運很強，曾經幫花媽抽到特級醬油，茶具等等。
模仿能力很差，曾經因為模仿原老師遭到朋友們鄙視。
親眼看到花媽或橘子有他認為怪異的舉動時，暗地裡會戲謔地說「沒救了」；同時常因為媽媽或姊姊的行為和言語，及所做或討論之事感到困惑。
與其他家人不同於能吃很燙的食物，但無法拿很燙的東西。吃東西喜歡配美乃滋，會在半夜偷吃東西。

#### 立花仁（花爸）
Tachibana Jin
- 配音員：緒方賢一／瀧本富士子（童年）（日本）；孫中台／王瑞芹→劉如蘋（童年）／王希華（劇場版台語配音）（臺灣）；陳永信／黃紫嫻（童年）（香港）

本名立花仁；日版通称，；臺灣日販漫畫版無定名。
首次登場於漫畫第1回／動畫第1集上半。角色形象參考自原作者螻榮子的父親。
年齡：約50歲，身高：165公分，體脂肪率：26.3%（過重），生日為1月11日，血型B型。
上班族，花媽的丈夫、橘子與柚子的父親。出身自九州大分縣。
臉形偏圓，配戴一副小小的圓框眼鏡，拿下眼鏡後的眼睛似黑色小圓點。
對許多事情興趣缺缺，不怎麼關心，但對老婆的奇特或誇張行為卻經常抱持著看笑話態度，當作娛樂看待，喜歡打小鋼珠。有偶像，為倍賞美津子。
老煙槍，在家經常抽菸，愛吃竹輪和喝酒，然而老婆曾在「烤雞肉串之謎」一集中提過他最喜歡吃雞肝。
平日總忙於上班與應酬，生理時間極為固定，偶爾下班後會去居酒屋和朋友喝一杯。
沉默寡言、我行我素，通常對事物的各種情緒和動作反應十分冷靜平淡，行事作風有著傳統大男人風格。
對於土產有著奇怪的品味，對此家人不意外也不期望，曾經去熱海出差帶回豬腳當土產，尚為年幼的柚子因此嚇到發燒，去京都出差，帶回較為適合小孩子的新撰組燈籠給柚子，過於成熟的西陣織錢包給橘子，並在花媽再三強調想要生八橋的甜點時，仍然我行我素購買了髮釵作為禮物，此外，若家人反應不如預期，也會因此而生悶氣。
是家中最懷舊並最重視親情的人，經常懷念以前孩子年紀還小時的事情，只是家人從未明白他心裡在想些什麼。
習慣隱藏真實情緒，心思細膩觀察入微，與家人一同看電視遇到感人肺腑的情節，為避免落淚會直接將電視關閉，對於戰爭片較無抵抗力，唯一一次落淚是在母親過世後，因工作關係加上經濟壓力，以及大腹便便的花媽即將臨盆，因此沒能見到母親的最後一面和葬禮，直到柚子出生後，才帶著一家人回去老家探望，跪在遺照前上香時，放上橘子畫的奶奶圖畫，痛哭流涕情緒潰堤，被門外花媽撞見，並轉述給了橘子，所謂「男兒有淚不輕彈」，唯有父母離世時，才會落下男兒淚，這也是花爸的大男人性格刻畫之一。
非常溫柔且體貼，在「新我們這一家」中曾經提過，只是老婆從未發現，甚至還覺得很煩，反應能力很強，能預先感覺到周遭變動避開危險，但對老婆卻毫無作用。
具有善於按摩的神手技，但對老婆卻毫無作用，甚至會讓她覺得很癢而大笑。
在不小心出糗或搞錯某些事情時，總會「哈…哈…哈…」的傻笑幾聲。怪癖不少，像是上廁所不穿拖鞋、如廁後直接用馬桶水洗手、酒醉時會隨便將家裡東西丟掉…等。
生病時的怪僻就是吃大蒜，搞得全家人受不了
有時會唱歌（洗澡或喝醉回家途中），歌詞：上班族真辛苦，在電車裡搖搖晃晃……。
曾串場於《幸運星》第三集中，以喝醉酒的樣貌出現在後方背景中，此方的父親亦做出他的招牌動作。
口頭禪：「哈哈哈」。

### 花媽周遭人物

#### 主要
水島太太（水島さん）
配音：愛河里花子（日本）；林美秀／林凱羚（第二部劇場版台語配音）（台灣）；伍秀霞、沈小蘭（代配）、林丹鳳（代配）（香港）
在《新我們這一家》表示自己45歲，花媽的好朋友之一。有三角形的眼和尖銳的聲線。
在橘子小學時的家長會相識後意氣投合，當時因為是像河童的髮型被花媽看成河童，而花媽也被水島太太看成半人魚。
因為家裡也有個孩子，也是個標準的日本家庭主婦，所以總是能和花媽閒聊許多關於子女、家庭、生活方面的小事，也是最能明白花媽感受與心思的人。
其高中二年級的兒子水島純（配音：鈴村健一（日本）；于正昇、劉峻誠（第二季）（台灣）；梁偉德→胡家豪（香港）），相貌英俊，在小學時代是橘子的戀慕對象。
與花媽聊天聊到一半時，兩個人經常會突然相視大笑，通常音量都會很高，因此引來他人的側目。
花媽曾將自己、她和戶山太太合稱為「三大美人」。
口頭禪是：「唉呀！」
戶山太太（戸山さん）
配音：玉川紗己子（日本）；雷碧文／林凱羚（第一部劇場版台語配音）（台灣）；蔡惠萍、林丹鳳（代配）（香港）
花媽的好朋友之一。
與家中的女兒（配音：小林由美子（日本）；徐瑀甄（第二季）（台灣）；黃昕瑜（香港））長相相似，以有無戴眼鏡區分，新版登場時正在準備學校考試、從花媽的口中得知已經有交往的對象。另外在女兒直接稱呼名字的反應中得知叫阿素。
個性比較沉穩而理性（跟花媽和水島太太比），但和花媽與水島太太聊天或討論事情時，通常顯得很激動。有時候跟花媽的想法反而還比水島太太相近。是三人組中唯一會開車的。
口頭禪是：「這樣很好啊！」
與花媽和水島太太會定期舉辦旅行（曾被橘子稱為「歐巴桑三人遊」），也經常與她們倆一起參加活動。
三角太太（三角さん）
配音：山口奈奈（日本）；魏晶琦、姚敏敏（第52集單元B）（台灣）；袁淑珍、黃鳳英（代配）（香港）
花媽的好朋友之一。
老公是醫師，家中較為富有。喜歡養狗。相當注重生活品味，會出入法國餐廳或義大利餐廳等高級餐廳。
常常因為一些雞毛蒜皮的小事讓週邊的朋友以為發生不可挽回的大事(像是小狗的相親對象不合，讓花媽等人以為是三角太太的婚姻關係出問題)。（我們這一家216集）
對花媽迷糊的生活態度居然能安然活到現在，感到不可思議。

#### 其他
外婆
配音：有馬瑞香、筒美奈子（年輕時）（日本）；雷碧文→劉如蘋（台灣）；黃鳳英→袁淑珍（香港）
花媽的母親，橘子與柚子的外祖母。
長相與花媽相似，個性也和花媽一樣的頑固。
容易大驚小怪，例如在柚子因為小意外住院時，還勞動所有親朋好友來探望。
外公
配音：糸博（日本）；孫中台→林士程、李香生（劇場版）（台灣）；黃子敬（香港）
花媽的父親，橘子與柚子的外祖父，講話帶有一點山東腔。（在劇場版中則是講台語）
因為時代的變遷，曾以廁所沒有免治馬桶座的理由，拒絕了花媽要他們去參加溫泉旅行的要求。
森太太（森さん）
配音：鷹森淑乃（日本）；陳季霞（第43集單元B）→杜素真（台灣）
與花媽學習書法的朋友之一。曾送給花媽一桶台灣茶罐。
並與花媽談論英語雙關語，雖然花媽聽不懂。
坂田太太（坂田さん）
配音：佐久間玲（日本）；杜素真（台灣）
花媽在以前居住在原本的住處時認識的友人。由於自身的體質很差，經常向花媽說明各種疾病發生的徵兆並推薦各式各樣能維持健康的方法然後送大量的保健食物，因此讓花媽陷入很深的煩惱。雖然花媽試圖要鼓勵他打起精神，但因為當時沒有說清楚，在多次解釋之後反而造成更深的誤會。
育有一名叫做小愛（配音員：日本→平松晶子）的女兒，體質與長相都有遺傳到母親，與橘子同為好友，花媽因此以「小愛媽媽」來稱呼。母子兩都稱呼橘子為「小橘」；然後對於花媽則稱呼為「小橘媽媽」。
山崎太太（山崎さん）
配音：摩味（日本）；雷碧文（台灣）
花媽去柚子的家長會所認識別班同學的媽媽。花媽曾向其提過柚子「納豆執行官」的事情。
木村太太（木村さん）
配音：江森浩子（日本）；楊凱凱（台灣）；袁淑珍（香港）
花媽的朋友之一。戴眼鏡。眼型為鳳眼。說話時帶有典型的貴婦人語調。
有一位在百貨公司工作的弟弟，所以在該店內買東西時可以用八到九折的員工優惠價購買(本人談)，花媽也因此感到羨慕又覺得有點後悔。
鈴木太太（鈴木さん）
配音：齊藤貴美子（日本）；汪世瑋→待查（第二季）（台灣）；黃麗芳→曾佩儀→陳琴雲（香港）
花媽的朋友之一。與花家人住在同棟大樓的隔壁間住戶。瞇瞇眼。育有一名叫凜的女兒。在(新我們這一家)中，似乎還有一個小孩。
職業是漫畫家，與兩位名字分別叫做小白（配音員：日本→永澤菜教；台灣→楊凱凱；台灣→楊凱凱；香港→朱妙蘭）和立志成為漫畫家出道的熊五郎（配音員：日本→片桐真衣；台灣→劉如蘋→徐瑀甄 （第二季）香港→黃玉娟）的助手同住。一開始初次跟花家認識時令橘子與花媽相當驚訝（當初以身為漫畫家的筆名越野庵（越野あん）的身分登場），從在藥局前與花媽聊天中得知了橘子的存在。為了要趕作品與了解現在的女高中生流行什麼服裝與配件而把初次主動拜訪他家的橘子帶到家庭餐廳做取材的訪問，希望以此獲得靈感。
不喜歡出版社的所屬編輯長齋藤一直打電話催稿子，通常是略過。
其丈夫（配音員：日本→武田幸史；台灣→魏德；香港→朱子聰）於新版登場，本名「宏志」。興趣是玩拼圖，曾向花家要了一盒全家拼到一半就半途而廢的富士山拼圖來，然後有全部拼好當作家中的擺飾。
袴田太太（袴田さん）
配音：伊藤美紀（日本）；林美秀（第231集單元B）→劉如蘋（台灣）；程文意→林芷筠（香港）
花媽的鄰居，兒子是小拓。
山村太太（山村さん）
配音：定岡小百合（日本）；楊凱凱（台灣）
花媽的老朋友。
池內太太（池内さん）
配音：華木美彌（日本）；劉如蘋（台灣）；林丹鳳（香港）
與花家住同一棟公寓、然後住在二樓的主婦。由於丈夫調職、必須要搬家的關係，就把家中沒有用到的冷氣機無償送給花家。
根津太太（根津さん）
配音：速見圭（日本）；劉如蘋（台灣）；黃玉娟（香港）
花媽認識的鄰居。在當老家的母親病倒，準備要回去探望時把家中的黃金鼠交給花媽照顧的主婦。
橫山太太（横山さん）
配音：七海入歌（日本）；劉如蘋（台灣）；蔡惠萍（香港）
花媽認識的朋友之一。曾說過自己的孩子長大了就要去工作的發言，通常在晚上八點到九點的時間出門去超級市場買東西。
中島太太（中島さん）
配音：詹雅菁（台灣）；袁淑珍（香港）
花媽的鄰居，喜歡聊八卦的家庭主婦。
曾在原老進行家庭訪問的當日，送東西給花媽的時候無意間跟花媽聊了很久的天，造成花家準備工作的遲滯。
微笑太太（ホホエミさん）
配音：渡邊菜生子（日本）；龍顯蕙→王貞令（第二季）、汪世瑋（第295集單元B）（台灣）；梁少霞→謝潔貞（香港）
花媽與水島認識的朋友之一，40歲。特徵是苦瓜臉以及虛弱的微笑，有時會不經意地把自己的秘密說出來。
育有一位正在讀高中的兒子和剛滿周歲的女兒。有時跟兒子出去買東西時經常會被人誤認是同輩的男女朋友而煩惱。
其真名為大和田町子（大和田マチコ(おおわた まちこ)），但部分翻譯為(真知子)，而微笑太太只是因為花媽當初認識時沒記住其姓名，用外表所做的稱呼。本人不太適合喝咖啡，喝了會拉肚子，有時不好意思說出自己的想法。
露西
配音：勝生真沙子（日本）；謝潔貞（香港）
居住在花家公寓附近的外國籍主婦。個性好客，在初次認識花媽後想邀請花媽到他家作客。在還不熟悉當地的情形下丟垃圾堆積許久，因此引起花媽的注意。
栗田君（栗田くん）
配音：中嶋聰彥（日本）；孫中台（台灣）
花媽在高中時期的同班同學與朋友。曾經是當時班上的萬人迷。出席同學會時已經是老態龍鍾，拍照的時候因地中海禿頭的閃光燈反光反而讓花媽在意。
月岡修造（月岡修造）
配音：擴森信吾、野島健兒（少年時期）（日本）；吳文民（台灣）
花媽小時候認識的同班同學之一，同時是花媽小時候的同鄉鄰居。僅在劇場版中登場。
首次登場於時未參加母校舉辦的時光膠囊活動，於工作的時候再次遇到來轉交書信的花媽（橘子）並且接受當初放在時光膠囊裡面的書信。然後看到她爬樹時，就笑說去了東京後變成了飼料雞這句話。
花媽曾表示說如果他後來選擇跟修造結婚、然後有了小孩子的話，就預定說男生的部分取名為「吾郎」；女生的部分取名為「樹里杏」。
在場景中出現的信封上有表示名字叫修造，台版則在台詞中省略掉。其角色原型來自於松岡修造。
熊田
配音：片岡富枝（日本）；汪世瑋（台灣）
花媽於中學時期認識的同班同學。小名"阿熊"，於花媽的母校舉辦的時光膠囊活動中出席。
表兄弟姊妹們
配音：三浦雅子（A）、津村真琴（B）、福圓美里（C）（日本）；傅曼君（A、B、C）（台灣）
橘子和柚子小時候在外婆家度過時跟他們一起玩的小孩。已知其中一位小孩的名字叫做小廣。曾經發生過在喝完果汁後馬上睡午覺，結果滿嘴都是螞蟻的稀奇事件。
理髮師（美容師）
配音：渡邊美佐（日本）；雷碧文（台灣）
在花媽經常去光顧的理髮廳工作的理髮師。五官有點像小清。
房東太太（大家さん）
配音：瀧本富士子（日本）；劉如蘋（台灣）
花家之前居住的公寓所屬的房東太太。戴眼鏡、特徵是突出的兩顆大板牙，與花媽關係密切。曾稱讚橘子還是小小孩時的綁蝴蝶結很快的靈巧手勁。
橋本英二郎（橋本英二郎）
配音：中田讓治（日本）；于正昇 （第208集單元A）、陳彥鈞（第317集單元A）（台灣）
於花媽的夢中出現的演員。
在電視上的2小時動作劇「豬浦刑警系列」與古裝劇中出演主角後，就以"豬浦"為藝名出席各大綜藝節目的主持人，由於擅長料理的關係曾經有出過專屬的料理書。每當有他出現的場合花媽會以「豬老大」來稱呼他，並陷入狂熱的狀態。
眼鏡猴（メガネサル）
配音：隈本吉成（日本）；丘台名（台灣）
花媽的小學同學，本名不詳。僅在劇場版中登場。
內藤太太（内藤さん）
配音：龜井芳子（日本）；劉如蘋（本尊）、錢欣郁（相似）（台灣）；曾佩儀（本尊）、林丹鳳（相似）（香港）
與花媽同一公寓的中年婦人。燙捲捲頭，黑髮。臉上經常帶著微笑，左眼下方有一顆痣。
故事中還有另一位與她面貌相像的人存在，只是染了金髮、沒有痣、穿著非常前衛。一開始在超市與花媽偶遇時，花媽一時想不起來是誰、在哪見面過。然後第二次相遇在洗衣店前，曾經表示說每次兩人偶然在家長會或者其他地方遇到時其中一方剛好得感冒。途中想起名字的時候誤以為他就是內藤太太，卻在最後回家時遇到真正的內藤太太。
松永太太（松永さん）
配音：川村萬梨阿（日本）；待查（台灣）；張頌欣（香港）
水島太太認識的友人。
職業是模特兒，在介紹給花媽認識時因花媽一時失禮的言詞（稱讚她像假人模特）一度使氣氛變得尷尬。
咖啡店老闆（コーヒー屋さん（マスター））
配音：長嶝高士（日本）；于正昇→魏德（第二季）（台灣）；潘文柏（香港）
花媽與水島、戶山三人常來光顧且聊天的咖啡廳"Green Woods"的老闆。本名未知，以旁觀者的身分來看待三人的對話。
通常與另一位中年上班族樣貌的常客（配音員：日本→池水通洋；台灣→歐祖豪；香港→劉昭文）一起登場，偶而會負責收銀台結帳的工作。

### 橘子周遭人物

#### 主要
- 小清

配音：的井香織（朝日電視台）→飯田友子（Animax、2015年新版）（日本）；雷碧文／曾允凡（劇場版台語配音）（台灣）；張頌欣（香港）身高162公分，生日：4月12日
和橘子交情最好的同學，個性成熟而穩重，嘴巴被花媽認為像鱈魚子和章魚嘴；曾一度被肚子餓的橘子認為像烏魚子。胸部很豐滿，令橘子羨慕。姓氏為清水，全名為清水染。
經常會深入思考與談論些內心世界方面的問題，而且懂得很多「知識」，像是減肥之道、被別人稱讚時要如何回答…等，所以很受橘子仰慕；經常幫助橘子按摩肩頭。
說完一些很有深度的話後，習慣撥一下頭髮或裝出吸菸後吐一口煙的動作，此時橘子都會接句「煙灰缸來了」，同時伸手比出煙灰缸模樣的手勢（舊版後期與新版兩者的版本則不再表現出該動作）。
知道橘子經常說的口頭禪，曾以此聯合春山來向橘子開個小玩笑。
和橘子一樣有一個弟弟。
喜歡南方之星
- 小紫

配音：池澤春菜（日本）；王瑞芹／林凱羚（第一部劇場版台語配音）（台灣）；何璐怡（香港）
橘子的同學，性情文靜善良，頭型被花媽認為像豆沙包。
中學時即因同班而相識，和橘子的交情也很好。
皮膚很白，令橘子很羨慕。
經常被色狼騷擾（大約三天一次）。
小紫媽媽（聲：日本→岡村明美／台灣→雷碧文／香港→謝潔貞）很溫柔，曾經上課途中因感冒不適早退，橘子與小清相約去探望她，留意到她媽媽會為小紫煮烏冬而且自制的布丁，讓橘子極為羡慕，更幻想花媽可以像小紫媽媽一樣在自己生病時對自己更體貼一些。
江戶篇中為了幫父親做療養的食材，用家中值錢的東西與當鋪的老闆上州屋來換錢買食材之一的竹輪，不過換到錢之後竹輪的價格又上漲了。心急之下就去向柏木將軍求情，可是卻發現上州屋也是將軍的同路人而被騙，當成人肉陀螺玩了幾回後「丟包」了出去。
- 吉岡

配音：沼田祐介（日本）；吳東原→陳宏宇（NEXT）／林協忠（劇場版台語配音）（台灣）；袁淑珍、蔡惠萍（代配）（香港）
首次登場於：漫畫第1回/動畫第8集下半。
橘子的同學，個性好強，有時酷好耍帥，被別人開玩笑時偶爾會有點惱怒。中學時即因同班而相識，經常和橘子打鬧，讓旁人誤以為橘子和吉岡的感情很好，實際上橘子很討厭吉岡的某些行為(如：總是在岩木面前對橘子說三道四......)，相反吉岡也很討厭橘子某些行為(如：經常會因自己糗事而被開玩笑、繼而認為橘子無禮幼稚等)。
自己身為弟弟，因此對柚子小時候經常被橘子欺負一事很不以為然。
天生有嚴重的花粉症和下痢症，從中學開始就一直拉肚子。極度怕魚，光提到魚的名字就會感到害怕。
偏愛較傳統的女性，但也因為太過於要求，曾被橘子歸類為「龜毛男人」之一，總是因此被橘子和小清嘲弄。
和岩木相當要好，不過老是在岩木面前數落橘子的不是或是開橘子的玩笑，為此使橘子很不滿吉岡的作為。口無遮攔，不會看情況說場面話，喜愛亂插嘴，常常會在橘子和小清聊得正開心時隨意插話，因此常讓兩人覺得很討厭。
江戶篇中演當鋪的小店員兼跑腿定吉。
- 岩木

配音：綠川光／津村真琴（童年時）（日本）；于正昇／林凱羚（劇場版台語配音）（台灣）；陳卓智→張裕東、梁偉德（代配）／林丹鳳（童年）（香港）
橘子的同學，個性溫和又有點天然呆，有時會有點女性化思考。與吉岡是好友。身高頗高。
曾經在公車上幫橘子撿起掉在地上的筆，而成橘子的暗戀對象，每次橘子看到他時，都會覺得他很「耀眼」，與他交談時也會變得結結巴巴。不過本人倒是完全渾然不知。
也曾經在暑假將要結束時的早上因燙壞了頭髮而理平頭(因為相當怕丟臉的關係)，於開學日搭公車上學時差點讓橘子認不出來。
常常因為每天心情不同而訂定新的口頭禪（像是看到貓咪趴在垃圾桶上，而產生「不錯喔～」的口頭禪）。
劇場版裡面於體育課擔任排球比賽裁判，曾被不知情的花媽(和橘子身體對調後)使出來的一記殺球給當場擊中。
有一個小四歲的弟弟（配音員：日本→間宮くるみ）。在小時候曾經欺負他。
- 春山吹雪（春山ふぶき）

配音：田中理惠（日本）；傅曼君→馬君珮／郭馨雅（第一部劇場版台語配音）（台灣）；鄭麗麗、沈小蘭（代配）（香港）
首次登場於：漫畫第18回/動畫第54集上半。
橘子班上的第一美少女，很容易進入自己的世界。
美麗的臉孔加上天真無邪的笑容，經常吸引眾多男同學接近，有時橘子很羨慕她。
天然黑，接近她的人都會被她的某些無心之舉耍得團團轉。因此曾被小清私底下稱為「危險人物」。

#### 泰迪熊研究社（熊研、Teddy Bear Fans Club）
- 理央

配音：大本真基子（日本）；楊凱凱（台灣）；黃麗芳（香港）
首次登場於漫畫第2回/動畫第2集上半。
橘子的同學。「泰迪熊研究社」社員。
家境富裕，但對於上流社會的生活似乎不太能接受，此外從她的母親（聲：日本→柚木涼香；台灣→雷碧文；香港→伍秀霞→朱妙蘭）為了要穿什麼衣服出去買東西而煩惱的事就可以看得出來。。
另有一棟海邊獨棟別墅，及一名養蜂人「養蜂老爹」擔任管理員。
廚藝相當不錯。另外對於流行服裝的搭配和各類名牌的名字也都精通。
飼有一犬，名為「艾勒克斯（Alex）」。
與橘子一樣是遲到常習犯（即經常遲到的人），被其他社員合稱為「遲到的橘子，晚來的理央」。
- 淺田朝子（浅田）

配音：淺井晴美（日本）；王瑞芹（台灣）；何璐怡（香港）
首次登場於漫畫第2回/動畫第1集半
「泰迪熊研究社」社長。
只要有活動一定從不遲到，甚至約10分鐘前就會到達。
- 梶井

配音：梶田夕貴（日本）；雷碧文（台灣）；林雅婷→鄭麗麗（香港）
首次登場於漫畫第2回/動畫第1集下半。
「泰迪熊研究社」社員。跟知名動畫角色嚕嚕米形狀相似的大臉和眼睛為其特徵。
與淺田相處良好，通常都是兩人一起登場和行動。
- 新田

配音：森田樹優（日本）；詹雅菁、劉如蘋（第二季第17集單元B）（台灣）；黃鳳英→黃淑芬→沈小蘭（香港）
首次登場於漫畫第2回/動畫第24集上半（最初是特別篇第四段）。
「泰迪熊研究社」社員。也是所以社員中年紀最小的，小橘子等人一屆。
雖然長相其貌不揚卻是熊研中唯一有男朋友的社員。男朋友名叫「高田」，常在熊研聚會時提起，讓人羡慕。
沉默寡言而古怪。
很想為熊研作些事，讓熊研逐漸受到注意。
具有異於常人的觀察力，這點可以由自創的以橘子為主題的泰迪熊系列看的出來，自己也認為未來可以當秘書。
拉客能力強，讓熊研在園遊會舉辦展覽時人滿為患，不過也有失常的時候。
在江戶篇中以阿妙的身分演出。在回去老家以前邀請長屋裡的鄰居來河邊野餐，出門散步遇到了春麻呂本人然後被認出來時想請求幫她自己畫一張浮世繪。後來愛上了春麻呂，不過因為離開江戶，戀情並沒有開花結果。
- 高田

配音：神谷浩史（日本）；吳東原（台灣）
首次登場於漫畫第2回/動畫第31集上半。
新田的男朋友。戴眼鏡。臉頰兩側有麻子。個性率真，既使是誤會了新田的意思也是一笑置之。
首次登場時（當新田提到男朋友的名字）令全熊研社社員譁然。然後跟新田約好在速食店見面，與橘子在單獨兩人的情況下有所接觸。在當下看到橘子本人並想到新田給他看熊研相簿照片中的橘子時，就說：「她是我比較喜歡的類型。」，這句話令橘子感到飄飄然。
同時是知名漫畫家越野庵的書迷。

#### 高中同學
- 野原

配音：倉田雅世（日本）；傅曼君（台灣）；朱妙蘭→許盈→朱妙蘭（香港）
橘子的同學。隨興且溫柔的女學生。
擅長稱讚別人，只要有人因自身的長處或者在某些領域相當出色就會跟著去稱讚。
- 美惠

配音：白鳥由里（日本）；汪世瑋（第8集單元B）→待查（第47集單元A）→傅曼君（第53集單元B）→王瑞芹（第57集單元B）→楊凱凱（第96集單元A）→馮嘉德（第210集單元B、第258集單元B）（台灣）；曾佩儀→楊善諭（香港）
橘子的同學，性格坦率。
對制服有所憧憬，有次受到宮嶋老師提到的「只有現在才能做的事」的影響，隔天就穿制服到學校。
- 大山

配音：まるたまり（日本）；詹雅菁（台灣）；陸惠玲（香港）
橘子班上的同學，有一副圓形的臉和看起來笑口常開的嘴巴。
哲學觀獨特。曾認為十七歲的夏天是人生中最好的時期，橘子因此受到感動。
其名字首次在動畫中表明，另有一位妹妹。此外第一部劇場版中也有登場，跟班上一起參加修學旅行，在新幹線列車上跟橘子(花媽)和她的朋友們一起玩撲克牌。
- 村田

配音：北村允志（日本）；于正昇（台灣）；李致林（香港）
橘子的同班同學。似乎暗戀著繪美子。
但從別人口中得知繪美子與同班的宮田交往後，頓時遭受失戀的打擊。
- 繪美子（エミコ）

配音：川澄綾子（日本）；傅曼君（台灣）；陳凱婷（香港）
橘子隔壁班的同學。其臉的形狀與柚子相似，目前與同班的宮田交往。長相普通，毫不起眼，但不知為何很受男人的歡迎。小清曾表示就她所知就有四個人向她告白卻慘遭拒絕。
- 宮田

配音：下和田裕貴（日本）；于正昇（台灣）；曹啟謙（香港）
橘子隔壁班的同學。個性單純，目前與同班的繪美子交往。
- 森同學（森くん）

配音：檜山修之（日本）；于正昇（台灣）；鄺樹培（香港）
橘子班上的同學，長相有點年長。
認識春山，曾經為她忘記帶繪圖用具的事而從學校跑回家中向哥哥借了用具來。雖然沒有上課遲到，但因為春山向其他同學(智美)借了繪圖用具而白跑了一趟。
曾經表示過他的家離學校只有兩分鐘路程。
- 山川

配音：于正昇（台灣）；李致林（香港）
橘子班上的同學，戴眼鏡。
由於回家的車站跟春山也是同一站，便答應陪伴害怕遇到色狼的春山一起上學。但卻在車站被放鴿子以致上學遲到。
- 山田同學（山田さん）

配音：皆川純子（日本）；王瑞芹（台灣）；謝潔貞（香港）
橘子的同學。外表有著美人氣質的女學生。
對於小清很感興趣，認為她很幽默，但也不懂她為什麼和橘子是好朋友
- 香織

配音：新千惠子（日本）；詹雅菁（台灣）；曾佩儀（香港）
橘子的同學。從小學時期就已經轉學到橘子的班級來，有「文字燒二號」的綽號，不過本人不喜歡。對於不滿的事情都會用詩詞來表達。
- 山本

配音：大西健晴（日本）；曾秀清（香港）
橘子班上的同學，僅在劇場版中登場；電視版則是由一張照片的方式登場。
因為長相帶點喜感的關係，所以就被橘子（花媽）當場記住，還被當場稱呼為"傻傻的山本"。
- 相原

配音：松岡由貴（日本）；王瑞芹（台灣）；何璐怡（香港）
橘子在上體育課中的選課（柔道）時一起上課的學生之一。
- 久美

配音：神田朱未（日本）；詹雅菁（台灣）；黎桂芳→沈小蘭（香港）
橘子在上體育課中的選課（柔道）時一起上課的學生之一。
- 塚山

配音：吉水孝宏（日本）；于正昇（台灣）
橘子的同學。特徵是長方形的臉。
漫畫版原本未提到名字，動畫版中正式表明。
- 久保田（久保田）

配音：岡野浩介（日本）；李致林（香港）
橘子班上的同學，僅在劇場版登場。
有著優柔寡斷的個性，花媽曾稱讚說是「有能成為搞笑藝人潛力的男人」，但被橘子否認。
- 惠美

配音：何璐怡（香港）
橘子班上的同學。
邀請橘子和小清到她家品嘗麵包，然後她們也嘗試做麵包。

#### 國中同學
- 小山

配音：宮田幸季（日本）；吳東原（台灣）；蔡惠萍（香港）
橘子的同學。
中學時即因同班而相識，與吉岡交情不錯。
- 橫田

配音：下和田裕貴（日本）；于正昇（台灣）；黃榮璋（香港）
橘子的中學同學。
在天橋上偶然遇到橘子，因為在中學畢業後就讀男校的關係，一聽聞橘子的學校是男女合校時開始羨慕起來，打算想邀請橘子和雙方的幾個朋友來舉辦聯誼。但卻因為許久不見，一時對橘子現在的第一印象太深刻而不經意地說出的如同十人（十人並み）這句話令橘子生氣而被拒絕聯誼的要求。

#### 小學同學
- 吉田莓子（吉田いちご）

配音：松本美和（日本）；傅曼君→馬君珮（台灣）
橘子在小學時認識的同班同學之一。小名「小莓」，中學時也與橘子同班。
因為許久沒有聯絡、在難得與橘子連絡上時又心血來潮，想要以交換日記為契機而想日後與橘子用電話連絡。
- 岡崎

配音：門脇舞以（日本）；劉如蘋（台灣）；曾佩儀（香港）
橘子於小學二年級跟花媽去書法教室上課時遇到的同齡女孩。
與橘子同學校但不同班級，特徵是圓形的臉和一雙大眼睛。在第136集中從書法教室放學後由橘子陪伴到自家，結果發生讓橘子獨自迷路的事情。
- 小碧

配音：川田妙子（日本）；雷碧文（台灣）；沈小蘭（香港）
橘子在小學時認識的同班同學之一。
喜歡與橘子一起看櫻花，後來因搬家的關係轉學至北海道，臨走前與橘子約定要寫信給他，可是卻沒有寫信過來（與橘子同班的小廣有收到）而使橘子難過。花媽聽聞此事後相當感慨，說她是「傻瓜孩子」。
- 小廣

配音：瀧本富士子（日本）；王瑞芹（台灣）；林雅婷（香港）
橘子在小學時認識的同班同學之一。
在小碧轉學至北海道後以身為小碧的筆友身分轉告給橘子一些消息。
- 田中

配音：金田朋子（日本）；林沛笭（台灣）；余欣沛（香港）
橘子在小學時期認識的鄰家男孩。
玩沙子的時候被橘子一直注意著嘴巴上面的毛，因此一度讓當時的橘子以為自己有鬍子。
- 佐野

配音：田口宏子（日本）；劉如蘋（台灣）；曾秀清（香港）
橘子的小學同學。
目前現讀女子高中，由於在中學時期嘗試減肥成功，故成為與之前中學時期不同、容貌相當苗條的身材。花媽知道此事後相當驚訝，說他是「已經比以前老了很多了。」的感嘆。

#### 其他
- 倉田琉璃（倉田ルリ）

配音：那須めぐみ（日本）；雷碧文（台灣）；余欣沛（香港）
橘子在麵包店打工時由老闆介紹，然後在橘子應付不來時登場的新人工讀生。
與橘子同為高中生，從下班後的學校制服穿著判斷是就讀夜校。而且年齡也是與橘子相仿，於兩人下班道別時相當期待橘子每天都會來工作。
- 鈴木桃子（鈴木ももこ）[註 4]

配音：岡村明美（日本）；龍顯蕙（台灣）；蔡惠萍（香港）
出去買東西和寄信時，不小心弄丟手機的普通女性。
經由電話中得知自己的手機在郵筒上被橘子撿到後，說明由於自己本身在等重要的包裹寄來，所以不方便出門。便在電話中一路指引橘子來到她家門口前，並且在訂購的包裹剛好寄來時歸還。
- 坂田小愛

以前住在橘子的附近的朋友，後來搬走了。身體似乎不好，很怕熱。。
其母親長年以來一直莫名地認為花媽身體很差，不僅常寄慰問明信片，路上遇到花媽時也會頻頻要她注意身體健康，令花媽相當困擾。
在母親的誤導下，她和父親似乎也以為花媽身體很差。
- 大西

配音：植田佳奈（日本）；林沛笭（台灣）；朱妙蘭（香港）
小清在小學二年級時認識的同班女學生。
擅長繪畫。明顯的特徵是幾乎快要連起來的眉毛，當小清要詢問此事時誤以為是在嘲笑他這種模樣很奇怪就哭泣，既使是現在每當小清想起他便覺得愧疚。

#### 教師
- 村上老師（村上先生）

配音：太田真一郎（日本）；孫中台、黃天佑（第320集）／林協忠（劇場版台語配音）（台灣）；林保全（香港）
橘子的班導師，通稱阿村。教導世界史。
講課習慣用口頭方式表達重點，橘子常因上課不專心導致考試成績很差。
最早出現在動畫中的老師，在登場時剛好適逢新婚時期，還經常在課堂中失神，被橘子和小清看到在洗便當盒，因此被下了「怕老婆」的註解。
- 宮嶋老師（宮嶋先生）

配音：城山堅、遠近孝一（年輕時期）（日本）；陳旭昇→于正昇、孫中台（第246集）（台灣）；招世亮（香港）
橘子的國文教師。
教學速度很快，也喜歡在上課時突然有感而發地述說起一番道理，或是對學生問些有趣的問題。
白頭髮和眼鏡給人的感覺很像宮崎駿老師。
與花爸對於櫻花的鑑賞時間有相同的感覺，就只有一瞬間。
江戶篇中飾演阿紫的父親，原先是當地的官員，因為在官場上被陷害離職就從事製作雨傘的工作。接著在突如其來的肺癆而營養不足下臥病在床，在吃了竹輪之後病情好轉。
其妻子（聲：日本→設樂麻美；台灣→劉如蘋；香港→曾秀清）於新版中登場，原姓「高橋」。已知另有一名叫做雅彥的弟弟（只在漫畫版後期登場），偶而會在妻子面前自然地叫出名字來。
- 佐藤老師（佐藤先生）

配音：長嶝高士（日本）；孫中台→于正昇（第二季）（台灣）
橘子的美術老師。稱呼為「佐藤老」（佐藤先（サトセン））
曾經在被其他老師稱讚時，回應「與其說是作畫，不如說是在作賤我自己」，相當謙虛。
- 地理老師（地理の先生）

配音：宇垣秀成（日本）；于正昇（台灣）
橘子的地理老師。
曾在地理考試時認為橘子的作答錯誤（日文的蘇聯為，但橘子寫成，老師認為不正確，臺灣版則是用注音符號顯示以區別），被橘子私下戲稱為「太龜毛的單身男人」。
- 國文老師（国語の先生）

配音：塚田正昭（日本）；孫中台（台灣）
橘子的國文（現代日語）老師。本名不詳。
曾表示過自己特別喜愛三雀堂出版社的國文字典的發言，然後在課堂上也對學生規定要帶他指定的字典。
- 小川老師（小川先生）

配音：永島由子→嶋村カオル→勝生真沙子（日本）；詹雅菁、馮嘉德（ep.210-B）、劉如蘋（ep.219-B）（台灣）
橘子的體育老師。
- 物理老師（物理の先生）

配音：岡和男（日本）；于正昇（台灣）
橘子的物理老師。
- 英文老師1（英語の先生1）

配音：關根信昭（日本）；于正昇→孫中台（台灣）
橘子的英文老師。
上課時會用獨特的英式英文和關西腔調來授課。
- 英文老師2（英語の先生2）

配音：冬馬由美（日本）；王瑞芹（台灣）
橘子的另一名英文老師。
- 英文老師3（英語の先生3）

配音：速水獎（日本）；吳東原（台灣）
橘子的另兩名英文老師，僅在劇場版中登場。
在課堂上講習時聽到橘子（花媽）哼歌，就叫他站起來念課文。
長相與髮型給人的印象跟配音員速水獎本人相似。
- 仁美老師（ひとみ先生）

配音：竹口安藝子（日本）；楊凱凱（台灣）；林丹鳳（香港）
橘子的數學老師。全名不詳。外表非常奇特——國字臉以及大鼻孔。
喜歡在閒暇的時候與同事一起上館子打麻將。技藝高超，連同行的宮嶋老師也為之佩服。起初被冠上「麻將之鬼」的外號，但久而久之外號就變成了「牛鬼」並傳到現在，同時也因此在某些情形下衍生出許多相關的校園傳說。
有總是在學校穿著健康拖鞋小跑步以及進教室之前先化個妝的習慣，其有點冒失的性格曾經讓在課堂上的橘子有：「也許老爸會很喜歡」的評價。

### 柚子周遭人物

#### 主要
- 藤野

配音：山口勝平（日本）；林美秀／林凱羚（第二部劇場版台語配音）（台灣）；伍秀霞、林丹鳳（代配）（香港）
和柚子交情最好的同學，也是他的死黨，個性相當單純而樂觀。
有兩個弟弟（其中一位的名字是藤野武）。由於家中無姐妹，所以很希望擁有一位姊姊，也因此對偶然見過幾次的橘子有著高度好感，讓柚子十分不解。對須藤有好感。
根據柚子所作的分析，藤野有一種「想到什麼說什麼」的個性，但藤野自己認為是個人風格：
- 大腦想到什麼就直接由口中說出來，對生理現象的表達很直接；經常拿花媽的奇怪的事來取笑柚子。
- 有時會給週遭的人（包含柚子）帶來困擾。
- 有時此種表現是經過慎密計算的。
- 有時會表現在行為上，而且一目瞭然。
- 若說不出口時，會直接用身體表現。
- 喜歡須藤，曾因為看到須藤的喉嚨鐘而陶醉不已。
- 不過大多數的不敢在原老師面前表現出來。

- 新井茄男（新井ナスオ（奈須夫））

配音：宮田幸季→齋賀觀月→大塚海月（日本）；于正昇（台灣）；謝潔貞、林丹鳳（代配）（香港）
柚子的同學，與名字相同特徵是猶如茄子一樣形狀的臉。香港中後期譯為加男。
家裡較富有，有自己一間房間並有自己的床。曾在自己房間玩遙控飛機。
跟柚子一樣喜歡丸野丸美。
與藤野同為知道花媽為人的朋友之一，亦也是班上已知唯二持有智慧型手機的同學（另一位是山下）。
首次登場於時原本只有名字，於後期在日版的連載中公布了他的姓氏。
其母親（配音：花藤蓮（日本）；劉如蘋（台灣）；許盈（香港））於新版登場。原本的姓氏為「那須野」。擅長做角色便當，曾一度製作的太花俏產生出反效果而感覺失去信心，當里奈的媽媽打電話來請教便當的作法時再次恢復信心。
- 石田百合（石田ゆり）

配音：小櫻悅子（日本）；傅曼君→馬君珮（台灣）；謝潔貞（香港）
柚子的同學。
經常出現令人側目的怪異舉止，像是吃東西前總是會先聞一下、走路時用腳踢自己的腿、用橡皮擦擦自己的桌子…等，但儘管常被班上的同學取笑，卻仍舊不為所動。不時會製造出一些冷笑話，偶而也和柚子很有默契，也有可愛的一面。
曾參與星期日深夜的「DJ的午夜魚時間」節目的投稿，並兩次獲得入選，筆名「Stone田」，給柚子等人的忠告是「要當投稿達人就要有筆名，有了筆名後還需要笑點，只在意筆名和數量是沒用的」。
- 須藤

配音：冰上恭子（日本）；王瑞芹（台灣）；林雅婷→曾秀清（香港）
和石田交情最好的同學。
經常對石田心裡的一些想法感到好奇，並且想要了解，不過對石田特異的想法無法馬上理解。
- 川島紗由（川島）

配音：水田山葵（日本）；傅曼君→馬君珮（台灣）；何璐怡（香港）
柚子的同學。
自從某次單獨與柚子去游泳後，便開始暗戀他。
面對愛情個性扭捏不大方，總是背地裡幻想自己與柚子變成情侶的畫面，有時行為顯得過於花癡。與山下成立柚子粉絲俱樂部（會員只有她們兩個），還替柚子取了「小雲雀」這個代號（柚子（ユズ）→柚子味噌（ゆずみそ）→味噌（みそ）→美空雲雀（美空ひばり）→小雲雀（ひばり）），並且經常觀察著他的一舉一動，只是每次想要接近柚子或對他表達心意時，都會因為勇氣不足而退卻或失去機會。
- 山下

配音：鐵炮塚葉子（日本）；楊凱凱（台灣）；黎桂芳→沈小蘭→鄭麗麗（香港）
和川島交情最好的同學。
經常陪在川島身邊鼓勵她或安慰她，有時也會幫她出點子以接近柚子。
在川島有情緒化（暴走）傾向時，會要川島冷靜下來。個性相當溫和。
柚子班上除了茄男外唯二持有智慧型手機的同學。
在新我們這一家中也喜歡柚子。
- 原老師（原先生）

配音：上村典子（日本）；雷碧文（台灣）；黃鳳英→朱妙蘭（香港）
柚子的班導師。
在學生眼中是個非常「可怕」的老師，而且絕對不允許學生吃完營養午餐後殘留剩菜剩飯，還有在情人節當日會突襲檢查班上學生身上所有物品並沒收情人巧克力的狀況。在班內被同學基於避諱的原理，通常都稱呼為「原老」（原先（ハラセン）），偶爾會因自己嚴格的作風成為被學生模仿的對象。

#### 其他
- 安藤里奈（安藤里奈）

配音：倖月美和（日本）；雷碧文（台灣）；朱妙蘭（香港）
柚子的同學，是班上的美少女。雖然大家普遍認為里奈非常漂亮可愛，但柚子卻覺得她很普通。
很喜歡用粉紅色的唇膏，有噴香水。
川島曾因為羨慕她而打扮得像她，試圖要引起柚子注意。
與他長相相似的母親（配音：天野由梨（日本）；林美秀（台灣）；曾佩儀（香港））於新版登場，曾拜託致電茄男母親討教角色便當的製作。
與柚子幾乎沒有甚麼交集。
- 小山田（小山田）

配音：齋賀觀月→高戶靖廣→野島健兒（日本）；吳東原→魏德（第二季）（台灣）；黎桂芳→曾佩儀→黃麗芳（香港）
柚子的同學之一。
與柚子、藤野、茄男三人交情不錯。在受到藤野的影響下，對柚子有橘子這個姐姐的事感到憧憬。
喜歡胸部，曾經在柚子向橘子借的字典上隨便寫了波霸姐姐等等的塗鴉字跡，令橘子氣結。棒球社所屬，在一年級時該社團人手不足下跟著柚子與藤野加入該社團當正式隊員，在球隊裡面是負責左外野的守備。
- 福澤

配音：宮島依里（日本）；楊凱凱（台灣）；張頌欣（香港）
柚子的同學之一。曾經在期中考試的時候說出了「就算在此時來臨時抱佛腳也沒用，我這次可能會考0分，乾脆就這樣死心好了！」這句話，最後成為全班總成績最高的女學生。
擅長的科目是歷史。
- 河合

配音：瀧本富士子→山口真弓→若菜よう子（日本）；楊凱凱（第38集單元A）→雷碧文（第70集單元A）（台灣）
柚子的同學之一。
似乎正暗戀著柚子，在西洋情人節送巧克力的時候原本是要送給柚子的，但一時弄錯鞋櫃的位置就送給了藤野。雖然從頭到尾都不知情不過對藤野來說他送的巧克力就是所謂的「友情巧克力」。
- 林老師（林先生）

配音：小關一（日本）；孫中台（台灣）
柚子的數學老師。
經常會叫上課遲到（僅限於他的課程）的學生來上台解題目。
- 加藤老師（加藤先生）

配音：稻葉實（日本）；于正昇（台灣）
柚子認識的老師。確實授課的科目不明，校內的學生喜歡稱呼他「加老」（加先（カトセン））。
長相是非常搞笑的類型，又加上經常會在學校內撿拾奇怪的東西的習慣與操著怪異的語調，一度成為全校學生最愛模仿的對象。
- 藤澤美雪（藤沢みゆき）

配音：雪野五月（日本）；馬君珮（台灣）；許盈（香港）
由原老師引介來到柚子班上實習兩星期的實習老師。主要的教學科目為英文。
初次實習的第一天令茄男心動，認為是一生中最愛的老師而想要寫一封英文信，但到了教學的最後一日下班後在車站前與認識的人坐車離開後信就沒有收到手上。
- 中村

配音：（日本）；劉如蘋（台灣）；謝潔貞（香港）
柚子的同班同學之一。
在柚子跟花爸一起出去吃午餐的途中湊巧遇到，其親近的性格曾讓花爸認為他是柚子的女朋友。
- 古田

配音：井口祐一（日本）；待查（台灣）；陳卓智（香港）
柚子學校裡面擔任捕手的棒球社社員。
個性認真，除了擔任捕手以外同時也負責棒球社上的招募和訓練等的業務。稍微帶些弱不禁風的體質，在進行練習時經常被大野的投球給壓倒。
- 大野

配音：須賀健太（日本）；劉峻誠（台灣）；李致林（香港）
柚子學校裡面的另一名棒球社社員，年長柚子一個年級。外貌英俊，但為人輕浮。棒球實力堅強，擔任學校棒球隊的王牌投手。
- 小拓

配音：桃森すもも（日本）；傅曼君（第231集單元B）→馬君珮／林凱羚（第二部劇場版台語配音）（台灣）；陳琴雲（香港）
特徵是嘟著嘴的樣子。首次登場於未經允許便進入柚子的房間，之後將柚子視為自己的哥哥般崇高，之後更尊稱他「king大王」。好奇心旺盛，很喜歡問問題。
與花家人住在同棟大樓裡，是袴田太太的兒子。
曾經發生過在和式桌的底下睡午覺，被身為客人的花媽不知情的用腳大力捏臉頰使其惹哭的事情。
新版第一集花媽曾向他借了一把水槍，用來趕烏鴉和射蟑螂。
- 理髮師（理容師）

配音：秋元羊介（日本）；于正昇（台灣）
柚子常去光顧的理髮店「讀賣」的老闆。有一邊聽節奏輕快的音樂並扭屁股、一邊幫客人理頭髮的習慣。不懂柚子在剪頭髮之前給的暗示（參差不齊，或雜誌照片的髮型），一律都幫他剪成「老樣子」（魚鱗形狀）。
- 丸野丸美（丸野丸美）

配音：若菜よう子（日本）；傅曼君→楊凱凱（台灣）
在夢中出現、同時是柚子最喜歡且當作是自己的秘密的偶像明星。由於後來風評不好與人氣退燒的關係，其在偶像界的存在感也就逐漸削減，柚子曾因此說出：「最近好像都沒有他的消息啊！」的發言。
首次登場於時名字是保密的。
- 洋子

配音：高野直子（日本）；傅曼君（台灣）
柚子在睡夢中出現的另一位偶像。
首次登場於時與丸野丸美相同，名字是保密的。原本的人物設定是來自於小倉優子。
- 小悟

配音：南央美（日本）；余欣沛（香港）
柚子於以前的住處認識的同齡朋友。
- 美穗

配音：鎌田梢（日本）；江銘珊（台灣）
當地的旅館職員，從說話的口音判斷疑似是日本的東北腔。在以自己撿回來的貓咪和因為藤野拉肚子臨時借腸胃藥為契機下與柚子一行人產生交集。
一開始對於校外旅行的柚子一行人的態度感到冷淡，然後不想讓他們接觸生病的貓咪。最後看到他們在夜裡為了讓附近認識的的獸醫（聲：菅原淳一）順利來到旅館看診而自願幫忙在大雪中挖路時受到感動，於隔天向他們道別。

### 花爸周遭人物

#### 主要相關人物
- 川柳／花爸的朋友

配音：岩尾萬太郎（日本）；吳文民（台灣）；潘文柏（香港）
與花爸一起在常去的居酒屋陪喝酒的老朋友兼同事，從說話的口音得知出身地與花爸相同。原本登場時名字未知，在新版與漫畫版後期裡面有提到自己的名字叫做「寬」。對於任何事物的感覺都很纖細，興趣是川柳的創作。
- 井上夫妻

配音（井上）：田口昂／花藤蓮（年輕時）；宋昱璁（第一季）→未知（第二季）（台灣）；招世亮（香港）
配音（麻子）：樹元織江（日本）；徐瑀甄（台灣）；何寶珊（香港）
約46歲。經營花爸與其朋友經常光顧的居酒屋"八六"的夫妻。在雙方的談話中得知妻子的名字叫做麻子，然後另有一位女兒。
丈夫初次於舊版動畫登場（此時未有台詞），然後姓氏「井上」這個設定為動畫原創，妻子麻子於新版首次登場。
- 阿嬤

花爸的母親，橘子與柚子的阿嬤。已過世，僅以遺照登場。過世前因生病而緊急住院，花爸因此回到九州老家，而回來探望的時候狀況已經不好，最後在花爸搭飛機回家的時候過世，等到之後過年與家人一起回老家，花爸就獨自在她的遺照前流淚，花媽說這是她唯一一次看花爸哭過。柚子在阿嬤過世的一個月後出生。

#### 其他相關人物
- 田中

配音：成田劍（日本）；于正昇（台灣）
花爸的同事。
- 山田

配音：中博史（日本）；于正昇（台灣）；鄧榮銾（香港）
東海林商事（東海林公司）的職員。花爸在九州時認識的老朋友。長方形的臉頗像甜不辣，而之前到花家做客時，曾被花媽私下稱為「甜不辣先生」，也因此留下深刻的印象。由於忘了帶文件回去，花媽到公司還他文件時，讓她捲進「甜不辣先生」的「花媽的魔咒」中。
- 倍賞美津子

配音：茂呂田薰（日本）；雷碧文（台灣）；朱妙蘭（香港）
在花爸的睡夢與想像裡出現、同時也是花爸喜歡的偶像明星。當在本篇裡面於花爸喜歡看的電視節目出現時，畫面上沒有映照出其身影。動畫裡登場時的聲音並非本人演出。
- 杉山勝弘（杉山 勝弘（すぎやま かつひろ））

配音：野島健兒、天田有希子（年輕時）（日本）；林士程、劉如蘋（年輕時）（台灣）；曹啟謙（香港）
花爸的遠房親戚之一。小時候曾與年輕的花爸打過照面，長大後與新娘橋口祐子舉辦結婚典禮之前送了一張邀請函給花家。

### 電影版原創角色

#### 第一部
- 田中先生（田中さん）

配音：高木涉（日本）；賀宇傑／林協忠（劇場版台語配音）（台灣）；黎景全（香港）
花家母女去校外旅行時在京都市某寺廟旁發現的，身體意外與鴿子互換的中年男子，與花媽和橘子兩人的情形相同。為一名單身流浪漢，身邊沒有家人。
在柚子多次的詢問以及漸漸想起案發當時的情況下回答出了把身體給互換回來的關鍵，然後幫助花媽與橘子兩人互換回身體，最後於柚子的協助下自己的身體也成功地互換了回來。
事後與花家道謝並帶著曾經被調換過身體的鴿子踏上旅程，去尋找著跟花家母女該案例相似的受害者，並伸出援手。

#### 第二部
- 矢澤洋子（矢澤洋子）

配音：矢澤洋子（日本）；馬君珮（台灣）
- 少年A（少年A）

配音：代永翼（日本）；吳東原（台灣）
- 少年B（少年B）

配音：疋田高志（日本）；何志威（台灣）

### 其他人物

#### 江戶篇
- 伊集院夫婦（伊集院夫婦）

配音：佐藤正治（丈夫）、川浪葉子（夫人）（日本）；于正昇（丈夫）、劉如蘋（夫人）（台灣）；張錦江（丈夫）、梁少霞（夫人）（香港）
以太醫為名門世家的夫妻，從夫人在上街採買時剛好遇到同樣去採買的花媽一行人的對話中得知結婚後15年來丈夫特別強調要三餐高級料理、穿華服出門，然後夫人在家中則是三餐寒酸、穿不起眼且破爛的衣服。
在自家發生火災之後兩人重修舊好，然後夫婦一起吃飯，為了要報答花媽的恩情就贈送了一塊高級豆腐給花家當謝禮。
- 出光[註 9]

配音：大瀧進矢（日本）；吳文民（台灣）
一位有妻子與兩名小孩但生活相當落魄的武士。
由於剛失去領主的關係全家流落街頭，遇到打更的花家一家人後隔天嘗試想對花家附近的居民們兜售自己製作的牙籤。後期為了要求生計就打算去當某戶人家的保鑣，後來由於被花媽勸阻、然後花爸注意到其擅長製作牙籤的手藝，就決定不再以拋棄妻小去犧牲自己的性命的方式討生活，最後全家開了一間牙籤專賣店。
- 花江

配音：龜井芳子（日本）；傅曼君（台灣）
出光的太太。由於兒子忽然生病需要休養的關係就來到花家暫住。
- 瓜彥

配音：小林由美子（日本）；林美秀（台灣）
出光的兒子，由於忽然生急病的緣故安置在花家，然後讓身為父親的出光急著去求生計。
- 可憐

配音：大前茜（日本）；雷碧文（台灣）
出光的女兒。
- 柏木大善將軍（将軍柏木大善さま）

配音：大川透（日本）；符爽（台灣）
為剛調來江戶執行內政的大將軍，緒葉藩出身的江戶川家臣。與當地經營當鋪的老闆上州屋私下有利益關係，企圖要讓竹輪的售價上揚以謀取利益。
後來該事情被「萬屋天使」給揭發、然後與當鋪老闆上州屋關在倉庫內被捕。
- 上州屋（上州屋）

配音：于正昇（台灣）
在江戶小有名氣的當鋪老闆，在柏木將軍從朝廷調來執政之後就私下談妥關係，意圖聯手使竹輪的價錢上揚。
- 春麻呂（春麻呂（はるまろ））

配音：田中秀幸（日本）；于正昇（台灣）；蘇強文（香港）
全江戶最著名的浮世繪畫家。首次登場時是臨時出去外面散步，接著偶然在河堤邊遇到正在野餐、然後幫阿妙送行的花家一行人，被水島認出來後於是在一行人的半推半就之下幫阿妙畫一張，但發表以後風評變得不好。
- 阿豐夫人（おとよ）

配音：川澄綾子（日本）；詹雅菁（台灣）；沈小蘭（香港）
某戶名門當家的妻子，正在為了與丈夫購買彩券的事情而煩惱。

#### 背景人物
- 角山丸夫（角山丸夫）

代表民自黨競選國會議員的選舉候選人，由於是在花媽專心看電視時進行擴音器宣傳導致他沒聽到重要的話題，被花媽暗罵是「不懂得正確挑時間做事的候選人」。
- 丸山波男（まるやま波男）

另一個代表主民黨競選國會議員的選舉候選人，由於也是在同一時間花媽專心看電視時進行擴音器宣傳宣傳導致他沒聽到重要的話題，同樣也被花媽暗罵是「不懂得正確挑時間做事的候選人」。
- 真記

配音：弓場沙織（日本）
本作中做為背景裡面常出現的的流行歌「卡拉OK天國（カラオケ天国）」主唱設定的歌手。
- 阿菊

配音：久川綾（日本）；洪郁婷（台灣）；梁少霞（香港）
花媽喜歡看的古裝劇裡面登場的女主角。
根據花媽的說法，在該劇情中再次遇到失散多年的父親的時候就是兩人的最後一次見面，在結局的時候會去父親的墳前上香。
- 阿正

花媽與花爸兩人逛街完搭電車回家時在車上遇到的小男孩。
由於花媽攜帶的袋裝章魚燒散發出來的味道相當明顯，就引起了注意。
- 馬鈴薯公爵（ジャガイモ公爵）

配音：高木涉（日本）
於小單元「登場！情熱的玫瑰」登場，如名字一樣體型與馬鈴薯相同，擁有厚嘴唇的粗曠男性。一開始登場時擄走橘子公主、使其囚禁在玻璃塔內，然後向〈情熱的玫瑰〉下挑戰書，最後慘遭敗北。
- 邪惡大將軍（悪者大将）

配音：福山潤（日本）
馬鈴薯公爵身邊的部下，長相跟藤野神似，後來被〈情熱的玫瑰〉給打倒。
- 大原龜（大原カメ）

配音：堀徇子→定岡小百合（日本）；王瑞芹（台灣）
於日版"我們這一家動畫五周年特別篇"登場，通稱為「龜婆婆」。年紀82歲。
身分為榮獲「元氣滿滿婆婆選拔活動」最大榮譽獎得主的餅乾店老闆娘，於彩排時遭到竹輪超人綁架，最後主動出面承認自己是整個"龜婆婆綁架案"最大的主使者。
- 竹輪女（チクワーヌ）

配音：神代知衣（日本）；龍顯蕙（台灣）
於日版"我們這一家動畫五周年特別篇"登場。初次登場時外表是一副戴著竹輪面具、身穿超人服裝的模樣。
在進行「元氣滿滿婆婆選拔活動」最大榮譽獎得主龜婆婆的頒獎典禮彩排時，趁機擄走龜婆婆，同時也向圍裙神探透露自己有模仿別人聲音的絕技。不過後來在名偵探圍裙神探（花媽）的活躍下事跡敗露，現出了真面目，同時也說出自己只是聽令行事、然後供出了有關於該綁架案的一切真相。
真實身分是花媽認識的鎮上委員長（里長）的太太。
- 怪盜巴邦（怪盜ババン）

配音：真殿光昭（日本）；孫中台（台灣）；招世亮（香港）
《圍裙神探》系列第二作中向圍裙神探做決鬥的怪盜，特技是完美的變裝術。
最初登場時已經偷到黃金製作的七大書法用具中的第六樣、然後正打算想盜取最後的第七樣寶物鎮紙，假扮成花刑警並成功得手之後從藏身處來到青森縣的巨石陣前等候日全食，並使用七樣書法用具以日全食的光芒來指示出傳說中藏寶地點的所在地，當場被捕時大家發現說這其實是誤會一場。
- 年男

配音：石井真（日本）
花家一家人看時代電視劇時登場的主角。
劇情的最後因要為執行神風特攻隊的任務而當場犧牲，同時也是讓花爸看電視時落淚的片段。
- 凱薩琳與娜塔莉（キャサリンとナタリイ）

配音：野中藍（凱薩琳）；堀江由衣（娜塔莉）（日本）；劉如蘋（凱薩琳）；雷碧文（娜塔莉）（台灣）
橘子看的外國電視劇中登場的兩名人物。
凱薩琳是女主人；娜塔莉是準備早餐的女僕。曾讓橘子對於富有的外國貴族家庭裡的早餐感到羨慕。
- 2357年的首相（2357年の首相）

配音：長嶝高士（日本）；黃天佑（台灣）
於「未來的我們這一家」章節中登場，當代的總理大臣。因為注意到花媽的勤奮、做任何家事堅持不用高科技（實際上是不會操作有按鈕的機器）的作風，就視為「當代的主婦楷模」而表揚她。接見花家一家人後提出打算以花媽的形象為範本製作量產型家事機器人構想，並且帶領花家參觀整個生產線。但因為機器人複製到花媽本尊包含對按鈕沒轍在內的所有的個性，沒注意到一號機跑出去亂按工廠生產線按鈕而導致情況失控，接著一發不可收拾而急得求救，最後在橘子的幫助下解決危機。
- 製作人（プロデューサー）

配音：下野紘（日本）；于正昇（台灣）；梁偉德（香港）
夕日電視台所屬的電視單元劇製作人。因為在拍戲時由於花媽如廁完迷路意外闖入現場使之一度緊張，後來有幫豪華郵輪上的媽媽們拍合照。
- 高平有沙（高平ありさ）[註 11]

配音：浦和惠（日本）；陳皓宜（香港）
花媽與朋友搭乘豪華郵輪時，遇到的單元劇演員。主演為夕日電視台主打之偵探推理劇中一位有名的女偵探。
- 境田正晴（境田正晴）

配音：飛田展男（日本）；孫中台（台灣）；潘文柏（香港）
與高平有沙同為單元劇演員。起初主演未知，後來根據水島太太和戶山太太的推測應該是反派角色。
在台版中只有表示名字為渡邊，未表示其全名。
- 田摩依（里田もい）

配音：陸惠玲（香港）
另一位在郵輪上參與單元劇演出的女演員。
- 櫻子[註 13]

配音：馬君珮（台灣）；陳琴雲（香港）
任職於箱根某間竹輪工廠的女職員。教導花媽一行人如何製作竹輪以及導覽整個工廠中所有的製作過程。
- 真子（小真）（マコ）

配音：雷碧文（台灣）
橘子和漫畫家越野（鈴木太太）等人去家庭餐廳做取材的訪問時與朋友一起坐在對面桌子的女高中生。
在與另外幾個朋友的談話中得知有去做手機的外殼包裝與裝飾，無意間讓在場的橘子與正在取材的越野感覺尷尬。
- 佐藤

配音：岩田安生（日本）；譚炳文（香港）
柚子與花爸一起出門騎自行車時，於河堤邊遇到的老先生。
本人說是從20多年前開始自發性的騎自行車往返公司與住家、然後持續到現在。其永不放棄的精神使花爸感到欽佩，同時成為花爸學習的對象。
- 情侶的小馬與沙織（カップルのマーくんとサオリ）

配音：野島健兒（小馬）、早見沙織（沙織）（日本）；關令翹（小馬）、黃玉娟（沙織）（香港）
花媽在附近的商店街負責幫忙抽獎活動的工作時遇到的情侶。
- 阿吉

在附近的空地裡面玩捉迷藏的小孩。
被路過的花媽以為是跌到受傷就上前詢問，結果誤會一場。
- 小馬可（マコちゃん）[註 15]

配音：張舒婷（台灣）；藤村步（日本）
花媽與水島、戶山三人來到麵包店買限量的麵包時遇到的小孩。
來到麵包店時順便帶了一隻名叫「洛基」的小狗進入店內，令三人不知道要不要去向店長詢問並糾正該舉動。
- 旁白

配音：島本須美／松岡茉優（NEXT第3集）（日本）；王瑞芹（台灣）
本作動畫的旁白，實際上極少在動畫中出現。

#### 新版原創
- 中濱萬次郎（中浜"ジョン"万次郎）

新版登場的真實歷史人物。被橘子一度思考著他的名字與電視節目裡一名叫約翰的演員的關連。
- 豆腐店老闆（とうふ屋さん）

配音：後藤光佑（日本）；于正昇（台灣）；馮志輝（香港）
於新版登場，與妻子一起經營自家的豆腐店「川口」的老闆。
對於花媽和後來加入的水島與戶山在門口前一起做出的「加油光波」動作感到不解，然後在後來三人打算來光顧、想要買自家的豆腐時告知店內商品已經全部售完的消息。
- 田中太太（田中さん）

配音：待查（台灣）；吳羡婷（香港）
來到川口豆腐店，告知要來拿之前預約訂購的豆腐的家庭主婦。
- 小海

配音：雷碧文（台灣）；何璐怡（香港）
柚子和小拓來到公園遊玩時遇到的小孩。
一開始因為小拓不願意給玩具，差一點就要哭出來，最後由柚子規勸下從小拓接受玩具時變得相當開心。
小海的媽媽（聲：台灣→梁雅雯、香港→曾秀清）

#### 特別出演
- 野原新之助（野原しんのすけ）

配音：矢島晶子（日本）
在本作動畫於日本首次推出後，從幕後出來告知觀眾蠟筆小新原播映時段變動的客串人物。
稍後在2004年期間，本作動畫就以特別節目的名義跟蠟筆小新共同演出。除了小新拜訪花家與花媽談話外還有花媽在春我部車站前與小新見面的特寫鏡頭、同時也在〈花家超科學研究所〉、〈花媽媽夫人〉等等的小單元中演出，此外在2006年的〈花媽將來到你的小鎮〉小單元中也有演出，然後以布偶裝演出的花媽與小新在伊豆半島上重逢的影像一部分也插入到當時播出的片尾曲畫面中。
後續於2007年4月7日蠟筆小新再次復出、慶祝劇場版15周年時再次與花媽共演。然後在本作動畫完結篇的2010年11月12日公開播送蠟筆小新劇場版宣傳預告的時候由於有很深的因緣，在花媽向小新學習跳露屁屁外星人之舞之時曾稱讚說是「職業級的」。
- 大和田獏、大下容子（朝日電視台女主播）、佐佐木正洋（朝日電視台男主播）

配音：于正昇、雷碧文、吳文民（台灣）
真實人物，三人均為花媽看電視時在電視中以真實影像表現的電視主播。
以真實的電視節目『ワイド!スクランブル』的影像所表現出來。
- 伊安·索布（イアン・ソープ）

過去在朝日電視台系列頻道的世界游泳比賽節目中占有一席之地的游泳選手，在本作中登場兩次，花媽曾對他有印象。
- 石丸謙二郎

以蠟筆小新中播送的特別節目〈從世界的車窗〉的列車長為原型擔當的旁白。
- 小泉今日子

曾在本作動畫中出演四次。登場時並非是實寫畫風登場，而是以本人用配音的方式登場，然後正在演唱著第二首片頭曲〈我們這一家之歌（あたしンちの唄）〉。
初次登場時是用遮住臉、以掛名「あたし仮面（仮）」的方式登場，一段時間之後公布身分。

### 昭和花家之澡堂物語篇登場角色
- 畫家新沼（新沼画家）

配音：日野聰（日本）；陳彥鈞（台灣）；雷霆（香港）
知名大畫家。一開始登場時是住在澡堂附近的某藝大學生。在思考畢業後未來的出路與靈感時來到澡堂泡澡，然後遇到橘子與柚子。
來到澡堂時正時逢花家因為請不到人畫澡堂壁畫而煩惱的時候，聽聞此事後就自願幫花家繪畫牆壁。經過幾天的構思，在無意中見到柚子的塗鴉而獲得靈感，替花家的澡堂畫上了塗鴉風格的壁畫。多年後自己如願成名且獲邀在新聞專題上接受訪談，表示當初為了感謝其恩情有贈了一幅畫給花家。
- 坂本三郎（坂本三郎）

配音：岩田光央（日本）；陳彥鈞（台灣）；翟耀輝（香港）
通緝犯。因為銀行搶案而四處躲藏，來到澡堂泡澡時被眼尖的柚子發現是通緝單上的人。
被橘子和柚子給試圖跟蹤，發現之後便請求兩人幫忙把禮物送給附近公寓的某位小孩。然後橘子和柚子以及其小孩認識後一起在空地玩捉迷藏，柚子意外地被廢棄的保險箱給困住時及時出現，於是就靠著過去的開鎖經驗幫柚子脫困。
該小孩的名字叫阿雄(ヨシオ，聲：天田有希子)，是三郎的兒子。但因為不想連累到而沒有與他當面相認。但是在保險箱打開時兒子也在場，於是叫橘子與柚子把他帶走。接著一看到渡邊刑警出現在場就想自首，可是沒有當場逮捕，可能是知道他不想連累到孩子。
- 渡邊刑警（渡辺刑事）

配音：辻親八（日本）；孫中台（台灣）；朱子聰（香港）
長期在追蹤通緝犯三郎動向的刑警，首次登場於時得知三郎將會接近兒子阿雄所在的公寓而在那裏跟監。
最後在柚子困在廢棄的保險箱，三郎正剛好在解圍時出現，沒有當場逮捕要自首的三郎。可能是知道他的兒子也在場的關係，不想連累到孩子。
- 龜吉

配音：孫中台（台灣）
常常光顧花家澡堂的常客之一。
在橘子與柚子為了要在抽獎活動中抽到彩色電視機的時候曾經以手上的抽獎券來幫助兩人。
- 田中千代（田中千代）

配音：劉如蘋（台灣）；林丹鳳（香港）
經營田中雜貨店的老婆婆。個性古怪且處事非常嚴格，附近認識她或曾光顧過的小孩都稱呼她"千代婆婆(チョばあ)"，同時也傳出不少相關的傳聞。
曾經有一位兒子，但是在二戰中躲避大轟炸的時候犧牲，因此非常愧疚。
- 辰彥

配音：楠見尚己（日本）
夏天時在花家澡堂附近專門販售刨冰的中年男子。以前與花爸是同班同學，但因為在下將棋兩人時發生一些細故而互看不順眼，由於他也會在冬天時販售烤地瓜，所以橘子也稱呼他「烤冰叔叔」。
- 戶田主播（戸田アナ）

配音：于正昇（台灣）；張錦江（香港）
在畫家新沼的畫作獲獎的時候在電視節目裡做採訪的主播。
- 門太

配音：松本梨香（日本）；錢欣郁（台灣）；張裕東（香港）
住在澡堂附近的小孩。認識柚子以及藤野，有孩子王的氣概。
- 小友、小宮（ともちゃん&みやちゃん）

配音：野中藍（小友）、福圓美里（小宮）（日本）
橘子學校的兩名同學。而其中一位名為小友的同學曾向家中開澡堂的橘子告知自家已經要安裝浴缸的事情。

## 出版書籍
台灣中文版先由日本出版販賣旗下子公司台灣日販代理發行，作品名稱譯為《搞笑一族》，於1996年1月15日發行單行本第1冊（ISBN 957-8800-51-7），螻榮子譯為「克拉艾蔻」，花媽和花爸無譯名，橘子譯為「花子」，柚子譯為「太郎」；台灣日販於2000年2月2日解散。之後由東立出版社重新代理國際中文版，作品名稱改譯為《我們這一家》。
- 有「*」的為限定版。

| 集數 | Media Factory  | Media Factory                                  | 東立出版社     | 東立出版社             |
| 集數 | 發售日期       | ISBN                                           | 發售日期       | ISBN                   |
| ---- | -------------- | ---------------------------------------------- | -------------- | ---------------------- |
| 1    | 1995年4月26日  | ISBN 978-4-88-991346-0                         | 2003年5月20日  | ISBN 986-11-1918-3     |
| 2    | 1996年5月20日  | ISBN 978-4-88-991380-4                         | 2003年6月16日  | ISBN 986-11-1919-1     |
| 3    | 1997年5月10日  | ISBN 978-4-88-991428-3                         | 2003年7月25日  | ISBN 986-11-2133-1     |
| 4    | 1998年6月15日  | ISBN 978-4-88-991573-0                         | 2003年8月14日  | ISBN 986-11-2134-X     |
| 5    | 1999年8月26日  | ISBN 978-4-88-991864-9                         | 2003年9月12日  | ISBN 986-11-2648-1     |
| 6    | 2000年7月7日   | ISBN 978-4-84-010080-9                         | 2004年1月18日  | ISBN 986-11-2649-X     |
| 7    | 2001年7月13日  | ISBN 978-4-84-010308-4                         | 2004年2月6日   | ISBN 986-11-3290-2     |
| 8    | 2002年10月4日  | ISBN 978-4-84-010614-6                         | 2004年4月29日  | ISBN 986-11-4006-9     |
| 9    | 2003年10月31日 | ISBN 978-4-84-010882-9                         | 2004年12月11日 | ISBN 986-11-5288-1     |
| 10   | 2004年10月22日 | ISBN 978-4-84-011141-6                         | 2005年11月23日 | ISBN 986-11-7751-5     |
| 11   | 2005年11月4日  | ISBN 978-4-84-011420-2                         | 2006年5月29日  | ISBN 986-11-7752-3     |
| 12   | 2006年11月2日  | ISBN 978-4-84-011714-2                         | 2007年1月25日  | ISBN 978-986-11-9286-4 |
| 13   | 2007年11月16日 | ISBN 978-4-84-012066-1                         | 2008年3月28日  | ISBN 978-986-11-9287-1 |
| 14   | 2008年10月31日 | ISBN 978-4-84-012444-7                         | 2009年4月21日  | ISBN 978-986-10-3041-8 |
| 15   | 2009年9月18日  | ISBN 978-4-84-012896-4 *ISBN 978-4-84-012897-1 | 2010年3月19日  | ISBN 978-986-10-3042-5 |
| 16   | 2010年10月29日 | ISBN 978-4-84-013520-7 *ISBN 978-4-84-013521-4 | 2011年1月31日  | ISBN 978-986-10-7192-3 |
| 17   | 2011年9月22日  | ISBN 978-4-84-014233-5 *ISBN 978-4-84-014234-2 | 2012年6月27日  | ISBN 978-986-10-9716-9 |
| 18   | 2012年12月14日 | ISBN 978-4-84-014886-3 *ISBN 978-4-84-014887-0 | 2013年4月2日   | ISBN 978-986-324-903-0 |
| 19   | 2013年11月8日  | ISBN 978-4-04-066062-2 *ISBN 978-4-04-066063-9 | 2014年4月21日  | ISBN 978-986-348-285-7 |
| 20   | 2014年11月21日 | ISBN 978-4-04-067106-2 *ISBN 978-4-04-067107-9 | 2015年4月7日   | ISBN 978-986-382-348-3 |
| 21   | 2015年10月2日  | ISBN 978-4-04-067915-0 *ISBN 978-4-04-067916-7 | 2016年6月23日  | ISBN 978-986-462-417-1 |

### 相關書籍
入門版 我們這一家（ためして あたしンち）
| 集數 | Media Factory | Media Factory          | 東立出版社   | 東立出版社             |
| 集數 | 發售日期      | ISBN                   | 發售日期     | ISBN                   |
| ---- | ------------- | ---------------------- | ------------ | ---------------------- |
| 全   | 2008年8月8日  | ISBN 978-4-84-012390-7 | 2009年2月5日 | ISBN 978-986-10-2921-4 |

我們這一家公式設定書（あたしンち公式ファンブック）
- 2010年3月5日、ISBN 978-4-84-013233-6（台灣未代理）

我們這一家SUPER（あたしンちSUPER）
| 集數 | Media Factory  | Media Factory          | 東立出版社     | 東立出版社             |
| 集數 | 發售日期       | ISBN                   | 發售日期       | ISBN                   |
| ---- | -------------- | ---------------------- | -------------- | ---------------------- |
| 1    | 2021年11月5日  | ISBN 978-4-84-013121-6 | 2023年11月17日 | ISBN 978-957-26-8879-3 |
| 2    | 2023年2月21日  | ISBN 978-4-02-251888-0 | 2025年1月17日  | ISBN 978-626-02-3297-9 |
| 3    | 2024年10月18日 | ISBN 978-4-02-251994-8 | 2025年月日     | ISBN                   |

我們這一家BEST精選集（あたしンち ベスト版）
| 標題 | 朝日新聞出版   | 朝日新聞出版           | 中文標題     | 東立出版社     | 東立出版社             |
| 標題 | 發售日期       | ISBN                   | 中文標題     | 發售日期       | ISBN                   |
| ---- | -------------- | ---------------------- | ------------ | -------------- | ---------------------- |
|      | 2019年12月20日 | ISBN 978-4-02-251651-0 | 媽媽的熱情篇 | 2020年9月3日   | ISBN 978-957-26-5237-4 |
|      | 2019年12月20日 | ISBN 978-4-02-251652-7 | 橘子的青春篇 | 2021年4月29日  | ISBN 978-957-26-5238-1 |
|      | 2020年1月20日  | ISBN 978-4-02-251653-4 | 爸爸的愛情篇 | 2021年7月12日  | ISBN 978-957-26-5239-8 |
|      | 2020年1月20日  | ISBN 978-4-02-251654-1 | 柚彥友情篇   | 2022年2月21日  | ISBN 978-957-26-5240-4 |
|      | 2020年1月20日  | ISBN 978-4-02-251655-8 | 人生的訣竅篇 | 2022年5月26日  | ISBN 978-957-26-5241-1 |
|      | 2021年1月14日  | ISBN 978-4-02-251726-5 | 傳說的媽媽   | 2023年12月21日 | ISBN 978-957-26-6413-1 |
|      | 2021年1月14日  | ISBN 978-4-02-251727-2 | 過來吃飯囉   | 2025年4月17日  | ISBN 978-957-26-6414-8 |
|      | 2021年2月19日  | ISBN 978-4-02-251728-9 |              |                |                        |
|      | 2021年2月19日  | ISBN 978-4-02-251729-6 |              |                |                        |
|      | 2021年2月19日  | ISBN 978-4-02-251730-2 |              |                |                        |

動畫版 我們這一家（アニメ あたしンち）
| 標題 | Media Factory  | Media Factory          |
| 標題 | 發售日期       | ISBN                   |
| ---- | -------------- | ---------------------- |
|      | 2009年12月18日 | ISBN 978-4-84-013121-6 |
|      | 2010年7月16日  | ISBN 978-4-84-013460-6 |
|      | 2011年3月18日  | ISBN 978-4-84-013865-9 |
|      | 2011年7月15日  | ISBN 978-4-84-013983-0 |
|      | 2011年12月16日 | ISBN 978-4-84-014323-3 |
|      | 2012年3月16日  | ISBN 978-4-84-014540-4 |
|      | 2012年5月18日  | ISBN 978-4-84-014583-1 |
|      | 2013年12月20日 | ISBN 978-4-04-066190-2 |
|      | 2014年8月1日   | ISBN 978-4-04-066937-3 |
|      | 2015年4月24日  | ISBN 978-4-04-067622-7 |
|      | 2016年6月30日  | ISBN 978-4-04-068606-6 |
|      | 2016年9月16日  | ISBN 978-4-04-068644-8 |
|      | 2016年12月16日 | ISBN 978-4-04-068645-5 |
|      | 2017年3月2日   | ISBN 978-4-04-069176-3 |

## 電視動畫
電視動畫由SHIN-EI動畫製作。播映期間於2002年4月19日至2009年9月19日，全331集。2015年4月，日本ANIMAX官網宣布10月播放同名作品的新作動畫，動畫腳本由原作者擔任，與過去不同，新版的導演由曾執導過《黑執事II》的小倉宏文負責執導。共播出2季的26集，同年10月6日開始在日本播出。與前作不同的是，一集總共21分鐘，播出時則拆成3個小集，每小集的長度為7分鐘。
台灣方面於2004年12月13日在東森綜合台頻道首播，2005年2月16日台視主頻道隨後取得播映權，將部份內容些微刪修與合併成3個小集播出。新作動畫同樣由台視主頻道取得播映權，於2015年12月12日獨家首播。

### 主題曲

#### 日本
片頭曲
| 曲名           | 主唱                                   | 作詞     | 作曲     | 編曲       | 備註 |
| -------------- | -------------------------------------- | -------- | -------- | ---------- | --- |
| 「」（再會吧） | 金木樨樂團（キンモクセイ）             | 伊藤俊吾 | 伊藤俊吾 | 金木樨樂團 | 放映集數：第1集－第144集、NEXT版全集 備註：2024年NEXT版第1集起為片尾曲 |
| 「」           | 小泉今日子（初期化名為「（）」）       | 濱崎貴司 | 濱崎貴司 |            | 放映集數：於第145集－第297集 |
| 「」           | 森三中（よしもとアール・アンド・シー） | pal@pop  | pal@pop  |            | 放映集數：第298集－第331集 搭配簡單的運動組成，類似帶動唱，共有五個部份，分別代表五種不同的簡單運動（順序為腹部、肩膀、手腕、足部與背部），每一段長度為60秒。人物表演共有「花媽」、「花爸」、「橘子」、「柚子」、「橘子放髮」五種版本。 |

片尾曲
| 曲名                       | 主唱                                           | 作詞       | 作曲     | 編曲                            | 備註 |
| -------------------------- | ---------------------------------------------- | ---------- | -------- | ------------------------------- | --- |
| 「」（歡迎來我們這一家）   | 平山綾                                         | 大地丙太郎 |          | 武藤星兒／原作曲：愛德華·艾爾加 | 放映集數：第1集－第161集、第328集 旋律取自英國古典音樂作曲家艾爾加的第一號《威風凜凜進行曲》（作品編號39，Pomp and Circumstance Marches）。 |
| 「」                       | （渡邊久美子、折笠富美子、阪口大助、緒方賢一） |            |          |                                 | |
| 「」                       | （志村玲那、清水ミチコ）                       |            |          |                                 | 放映集數：第233集－第300集 |
| 「」                       | 森三中（よしもとアール・アンド・シー）         | pal@pop    | pal@pop  |                                 | 放映集數：第305集－第327集 |
| 「」                       | 金木樨樂團（）                                 | 伊藤俊吾   | 伊藤俊吾 | 金木樨樂團                      | 集數：播映於第330集－第331集 |
| 「」                       | 矢野顯子                                       |            |          |                                 | 放映集數：期間限定 第一部劇場版「我們這一家 電影版」主題曲。日本於上映期間亦做為TV版片尾曲。                                                |
| 「」（Rock-a-Bye My Baby） | 細野晴臣                                       |            |          |                                 | 集數：新版第1集起 出自1973年的專輯「HOSONO HOUSE」                                                                                          |
| 「」                       |                                                |            |          |                                 | 放映集數：我們這一家劇場版：花師奶超能力 第二部劇場版「我們這一家電影版：花師奶超能力」主題曲。                                             |

插入曲
| 曲名                 | 主唱                                       | 作詞   | 作曲     | 編曲           | 備註 |
| -------------------- | ------------------------------------------ | ------ | -------- | -------------- | --- |
| 「」（卡拉OK天國）   | 日：橘子（折笠富美子）、台：橘子（林美秀） | 西脇唯 | HULK     | HULK           | 橘子最喜歡唱的一首歌。藤野也曾經唱過。                                                                               |
| 「」（熱情的紅玫瑰） | 花媽（渡邊久美子）                         | 螻榮子 | 增田俊郎 | 長尾ゆうたろう | 為花媽於日文版最常唱的歌曲，有時候配合劇情更改歌詞內容。台灣版則是唱片頭曲「期待再相逢」和片尾曲「明天還是好天氣」。 |

#### 台灣
片頭曲
| 曲名                                     | 主唱                                                                         | 作詞 | 作曲 | 編曲 | 備註                                                                  |
| ---------------------------------------- | ---------------------------------------------------------------------------- | ---- | ---- | ---- | --------------------------------------------------------------------- |
| 台灣版片頭曲「期待再相逢」中文詞：黃韋皓 | 林正騏（台灣配音版本錄音師，亦為林美秀之弟）／合聲：正昇（台灣配音版本領班） |      |      |      | 放映集數：舊版全集                                                    |
| 台灣版片頭曲「Let's Go! 我們這一家」     | 花媽（王瑞芹）等一眾配音員                                                   |      |      |      | 放映集數：第162集－第232集、第329集、 備註：2015年新版第1集起為片頭曲 |

片尾曲
| 曲名                                         | 主唱                                       | 作詞 | 作曲 | 編曲 | 備註                     |
| -------------------------------------------- | ------------------------------------------ | ---- | ---- | ---- | ------------------------ |
| 台灣版片尾曲「明天還是好天氣」中文詞：黃韋皓 | 主唱：橘子（林美秀）／合唱：花媽（王瑞芹） |      |      |      | 放映集數：舊版、新版全集 |

#### 香港
片頭曲
| 曲名                          | 主唱   | 作詞   | 作曲 | 編曲   | 備註                                                                           |
| ----------------------------- | ------ | ------ | ---- | ------ | ------------------------------------------------------------------------------ |
| 香港版片頭曲「We are family」 | 湯盈盈 | 陳詩慧 |      |        | 榮譽：於兒歌金曲頒獎典禮2007獲得「最受爹哋媽咪歡迎兒歌大獎」與「十大兒歌金曲」 |
| 香港版片頭曲「有我亦有你」    | 商天娥 | 陳詩慧 |      | 葉肇中 | 榮譽：於兒歌金曲頒獎典禮2009獲得「十大兒歌金曲」                               |

插入曲
| 曲名       | 主唱                                 | 作詞   | 作曲   | 編曲   | 備註                             |
| ---------- | ------------------------------------ | ------ | ------ | ------ | -------------------------------- |
| 「別怪她」 | 原唱：吳卓羲／主唱：花師奶（雷碧娜） | 陳詩慧 | 鄧智偉 | 杜自持 | 為花師奶於廣東話版最常唱的歌曲。 |

### 小單元
有時候會在劇情主幹的前或後加入的小單元劇，前期以純粹博君一笑的為主，後期慢慢開始有像小故事、智力遊戲、教學…等短片，而目前曾播映的有：
橘子廣播電台（みかんラジオ）
顧名思義，就是由橘子擔任主持人，只談過有關由觀眾所描述的特別便當（由於花媽做過幾個特別便當)
（香港TVB沒有播出）
）。
HIP HOP SHAKE（ヒップホップシェイク）
在輕快的背景音樂下，由花媽以屁股描寫特定文字，讓觀眾猜猜看。但描寫的是日文，所以對不懂日文的觀眾通常是靠提示猜出答案。
我們這一家的時代劇－西部劇（あたしンち的時代劇と西部劇）
描述橘子被歹徒誘拐，柚子和花爸聯手趕走歹徒，但救出來的卻是花媽。
花家超科學研究所（タチバナ超科学研究所）
研究所外型為花媽的頭部，而花媽飾演博士，橘子飾演助手，收集與介紹各種地形、實物…等看起來像《我們這一家》主角的照片（由觀眾提供）。（曾經跟蠟筆小新合作）
花媽占卜（マザータチバナ）
由花媽（化名為Mother 花）針對特定的情境做占卜，情境皆為虛擬，而結果也都只是博君一笑。
如果if!?（もしも!?）
假設在某些情境，以特定角色替換時會發生的特別情況（例如水島太太是公車、花爸是棒球主播、花媽是計程車等）。
花媽將來到我們小鎮
真實演出小單元。主要以等身大的花媽布偶在真實的日本街道上拍攝的活動，除了訪問本作（舊版）動畫的腳本製作人大野木寬的住宅外，還有於朝日電視台裡面特設的紀念品商店擔任一日店長等等的影像。
我們這一家的傳說故事（あたしンち昔話）
描述一些傳說中的故事，由花家人飾演，多少都有經過改編。
老爸機器人三號（オトーサンロボ3号）
類似《鐵人28號》的短片，外型酷似花爸的機器人，由花媽操縱對抗怪獸，不過通常是幫倒忙（例如要防止怪獸破壞電塔，結果卻是機器人破壞了電塔）。
花家烹飪教室（タチバナクッキングスタジアム）
由花媽飾演「花媽媽廚師」，橘子與柚子飾演助手，介紹一些簡單的家常菜，包括材料與作法等。此短片也延伸出部份主幹故事（例如「花媽媽廚師的魔法王國」）。
OH! 頭腦! NO!（オー! 脳! No!）
推出以記憶力、計算、國語以及推理導向的問題給觀眾猜謎。
最早的起源（はじめのさいしょ）
講述日常生活中每樣物品與用語的起源。此短片有時會延伸出部份主幹故事。
禮儀夫人花媽的禮儀教室
講述日常生活中各種應了解到的基本禮儀與禁忌。
花媽媽廚師的美麗料理教室（マンマ・タチバナの美麗にクッキング 〜ヘルシー&ビューティーレシピ〜）
有別於「花家烹飪教室」主要在教導美顏保身等各種健康料理。
背影小測驗（影絵クイズ）
由花家的其中一人（主要是花媽）來表現出背影，向觀眾提問該背影的真面目，在公布答案的時候總是會出乎意料。
伊賀忍者・花家一族（伊賀忍者・タチバナ一族）
馬賽克小測驗單元。由花家一家人扮演成忍者、四人各自命名為赤羽(橘子)、上野(花媽)、品川(花爸)、池袋(柚子)，登場時以用馬賽克遮住全身的方式隱藏起來，用三選一的回答方式來向觀眾提問。
大久保裕美老師的「プロリンサイズ♪」一點建議（大久保裕美先生の「プロリンサイズ♪」ワンポイントアドバイス）
真實演出影像。主要是介紹「プロリンサイズ♪」中各種部位要注意的地方的小單元，在片尾曲的複習之前的部位改變的時候所播送。
BIG MOTHER一號（ビックマザー号）
在城市裡出現的製造垃圾海怪被BIG MOTHER（花媽）一號機器人用吸塵器給吸進去的敘事小單元。
該小單元僅只收錄於動畫派生的全彩漫畫內。
心直口快戰士花媽（早口戦士タチバナン）
主要是敘述心直口快戰士花媽對抗惡勢力（柚子與橘子）的戰鬥故事。
花家繪畫歌（花の画家の歌）
以繪畫方式畫出花家成員，每次形式不一樣。

## 動畫電影
第一部
《我們這一家電影版》（映画 あたしンち）於2003年12月6日在日本上映，2007年2月9日於台灣上映，2008年1月17日於香港上映。
故事描述花媽因為在雷雨天一時出去沒帶傘，就向橘子要求把傘給帶過來，然而在人行天橋上見面時因為天雨路滑雙方朝著中間腳滑了過去，然後此時天橋被閃電打中外加上雙方剛好撞上額頭而對調身體，就這樣兩人開始了各自不同的習慣與生活。有一天，在校外旅行為契機下母子兩人遇到了一名與鴿子對調身體的中年男子，與花家母女的情形略為相同，同時柚子找到了可以換回來的方法，但是代價相當大，花媽和橘子兩人能夠順利換回身體嗎？
第二部
《我們這一家電影版：超能力花媽》（劇場版 3Dあたしンち 情熱のちょ〜超能力♪ 母大暴走!）於2010年11月13日在日本上映，2011年1月21日於台灣上映，2011年2月10日於香港上映。
故事描述在某一天的早晨，花媽睡醒後立刻起身，並覺得很舒暢，想說今天應該會是好日子。而隨著事事順利的狀態下，讓她覺得可能會有好事發生，但沒想到，一個突如其來的閃電不偏不倚地打中花媽，而這個意外也讓她突然有了超能力，更發展出許多特別的事情。

## 節目變遷
日本
| 朝日電視台 星期六19:00                | 朝日電視台 星期六19:00                        | 朝日電視台 星期六19:00  |
| ------------------------------------- | --------------------------------------------- | ----------------------- |
|                                       | 我們這一家 （2002年4月 - 2004年9月）          |                         |
| 蜡笔小新 星期六 19:00                 | 蠟筆小新 星期六 19:00                         |                         |
| 朝日電視台 星期六11:20                |                                               |                         |
| （） 10:45－11:45                     | 我們這一家 （2004年10月 - 2009年9月）         | 閃亮雙胞胎 11:20－11:45 |
| BS朝日 星期四19:00                    |                                               |                         |
| 閃亮雙胞胎 21:30                      | 我們這一家 （2006年4月 - 2007年10月）         | 全能住宅改造王          |
| Animax 星期二19:00 2015年12月29日停播 |                                               |                         |
| —                                     | 新我們這一家 （2015年10月6日 - 2016年4月5日） | —                       |

台灣
| 台視 星期一至五 17:28－17:58                                                       | 台視 星期一至五 17:28－17:58                      | 台視 星期一至五 17:28－17:58 |
| ---------------------------------------------------------------------------------- | ------------------------------------------------- | ---------------------------- |
|                                                                                    | 我們這一家 （2010年3月6日－2013年8月30日）        |                              |
| —                                                                                  | 灌籃高手 重播                                     |                              |
| 星期一至五 17:28－17:58 2014年1月31日至2月4日 暫停播映 2014年2月5日起 18:00－18:30 |                                                   |                              |
| 灌籃高手 重播                                                                      | 我們這一家 重播 （2013年10月7日－2014年4月23日）  | 蜡笔小新 重播                |
| 星期一至五 17:28－17:58 2015年1月19日起 17:58－18:28                               |                                                   |                              |
| 蠟筆小新 重播                                                                      | 我們這一家 重播 （2014年9月22日－2015年4月10日）  | 蠟筆小新 重播                |
| 星期一至五 17:28－17:58                                                            |                                                   |                              |
| 蠟筆小新 重播                                                                      | 我們這一家 重播 （2015年12月15日－2016年6月23日） | 蠟筆小新 重播                |
| 星期一至五 17:28－17:58 2017年2月8日 16:58－17:58                                  |                                                   |                              |
| 蠟筆小新 重播                                                                      | 我們這一家 重播 （2017年2月8日－6月30日）         | 新獵人 重播 （17:28－18:28） |
| 星期六 10:58－11:58                                                                |                                                   |                              |
| 閱讀時光2 重播 （10:00－11:58）                                                    | 我們這一家 重播 （2017年8月12日－12月2日）        | 新獵人 重播                  |
| 星期一至五 17:28－17:58                                                            |                                                   |                              |
| 新獵人 重播                                                                        | 我們這一家 重播 （2018年1月18日－4月11日）        | 新我們這一家 重播            |
| 星期一至五 17:28－17:58                                                            |                                                   |                              |
| 新我們這一家 重播                                                                  | 我們這一家 重播 （2018年5月18日－11月9日）        | 新獵人 重播                  |
| 星期一至五 16:58－17:28                                                            |                                                   |                              |
| 新我們這一家 重播，第11－26集                                                      | 我們這一家 重播 （2019年7月1日－10月11日）        | 新獵人 重播                  |
| 星期一至五 16:58－17:28 2020年4月30日 16:58－17:58 2020年5月1日起 17:28－17:58     |                                                   |                              |
| 新獵人 重播                                                                        | 我們這一家 重播 （2020年4月28日－9月28日）        | 新獵人 重播                  |
| 星期一至五 16:58－17:28 2021年7月20日 16:58－17:28 2021年7月21日起 17:28－17:58    |                                                   |                              |
| 新我們這一家 重播                                                                  | 我們這一家 重播 （2021年6月23日－9月7日）         | 新獵人 重播                  |
| 星期一至五 16:58－17:58 2022年1月6日 17:28－17:58 2022年1月31日至2月11日 暫停播映  |                                                   |                              |
| 新我們這一家 重播，第3－26集                                                       | 我們這一家 重播 （2022年1月6日－5月13日）         | 新獵人 重播                  |

| 台視 星期六 18:27－18:57 2016年1月16日 暫停播映                 | 台視 星期六 18:27－18:57 2016年1月16日 暫停播映               | 台視 星期六 18:27－18:57 2016年1月16日 暫停播映 |
| --------------------------------------------------------------- | ------------------------------------------------------------- | ----------------------------------------------- |
|                                                                 | 新我們這一家 （2015年12月12日－2016年6月11日）                |                                                 |
| 美食獵人                                                        | 蜡笔小新                                                      |                                                 |
| 星期一至五 17:28－17:58                                         |                                                               |                                                 |
| 我們這一家 重播                                                 | 新我們這一家 重播 （2018年4月12日－5月17日）                  | 我們這一家 重播                                 |
| 星期六 16:57－17:27 2018年11月10日至24日 暫停播映               |                                                               |                                                 |
| 美少女戰士Crystal 重播                                          | 新我們這一家 重播，第1－10集 （2018年11月3日－2019年1月26日） | 蠟筆小新 重播                                   |
| 星期一至五 16:58－17:28                                         |                                                               |                                                 |
| 新獵人 重播                                                     | 新我們這一家 重播，第11－26集 （2019年6月7日－28日）          | 我們這一家 重播                                 |
| 星期一至五 16:55－17:25 2021年6月17日起 16:58－17:28            |                                                               |                                                 |
| 鬼太郎 第6作 重播                                               | 新我們這一家 重播 （2021年5月18日－6月22日）                  | 我們這一家 重播                                 |
| 星期六 17:27－17:57                                             |                                                               |                                                 |
| 我們這一家 重播                                                 | 新我們這一家 重播，第1－2集 （2021年9月11日－18日）           | 數碼寶貝大冒險：                                |
| 星期一至五 16:58-17:58 2021年12月21日、2022年1月6日 16:58-17:28 |                                                               |                                                 |
| 蠟筆小新 重播新獵人 重播                                        | 新我們這一家 重播，第3－26集 （2021年12月21日－2022年1月6日） | 我們這一家 重播                                 |

| 東森幼幼台 星期六 19:30－20:00 2月13日 暫停播映 | 東森幼幼台 星期六 19:30－20:00 2月13日 暫停播映                                               | 東森幼幼台 星期六 19:30－20:00 2月13日 暫停播映 |
| ----------------------------------------------- | --------------------------------------------------------------------------------------------- | ----------------------------------------------- |
|                                                 | 新我們這一家 （2015年12月26日－2016年6月25日） ↓ 新我們這一家 重播 （2016年7月2日－12月24日） |                                                 |
| 我們這一家 重播                                 | —                                                                                             |                                                 |

| i-Fun動漫台 星期日 12:30－13:00 2月14日 暫停播映 7月3日 12:03－12:30 | i-Fun動漫台 星期日 12:30－13:00 2月14日 暫停播映 7月3日 12:03－12:30 | i-Fun動漫台 星期日 12:30－13:00 2月14日 暫停播映 7月3日 12:03－12:30 |
| -------------------------------------------------------------------- | -------------------------------------------------------------------- | -------------------------------------------------------------------- |
|                                                                      | 新我們這一家 （2016年1月3日－7月3日）                                |                                                                      |
| 普通女高中生要做當地偶像 聖誕節特別篇                                | 夢幻之星Online2 重播                                                 |                                                                      |

香港
| 翡翠台 放學ICU 星期一至五 16:30 | 翡翠台 放學ICU 星期一至五 16:30                                  | 翡翠台 放學ICU 星期一至五 16:30 |
| ------------------------------- | ---------------------------------------------------------------- | ------------------------------- |
|                                 | 我們這一家 第1－2輯 第1－103集 （2006年12月26日－2007年3月29日） |                                 |
| 哈姆太郎                        | 貓狗寵物街                                                       |                                 |

| 翡翠台 星期六 18:00－18:30 | 翡翠台 星期六 18:00－18:30           | 翡翠台 星期六 18:00－18:30 |
| -------------------------- | ------------------------------------ | -------------------------- |
|                            | 我們這一家 第52集 （2007年6月30日）  |                            |
| 怪醫黑傑克                 | 大長今                               |                            |
| 怪醫黑傑克                 | 我們這一家 第104集 （2007年12月8日） | 神鵰俠侶III 十六年之約     |

| 翡翠台 星期日 17:00－17:30                 | 翡翠台 星期日 17:00－17:30                                                      | 翡翠台 星期日 17:00－17:30 |
| ------------------------------------------ | ------------------------------------------------------------------------------- | -------------------------- |
|                                            | 我們這一家 第3輯 第105－156集 （2008年2月3日－12月7日）                         |                            |
| 單車新人王                                 | 寵物小精靈超世代                                                                |                            |
| 星期六 18:00－18:30 7月11日起 17:30－18:30 |                                                                                 |                            |
| 孤星淚                                     | 我們這一家 第4輯 第157－188集 （第121集起兩集連播） （2009年6月13日－10月31日） | 小雙俠                     |

| 翡翠台 星期六 17:45－17:55          | 翡翠台 星期六 17:45－17:55                                        | 翡翠台 星期六 17:45－17:55                                               |
| ----------------------------------- | ----------------------------------------------------------------- | ------------------------------------------------------------------------ |
|                                     | 我們這一家 第175集 （2011年7月2日）                               |                                                                          |
| SD高達三國傳                        | 現代塵世美 (2011年7月2日-10月8日) 爆丸 （2011年7月3日－11月13日） |                                                                          |
| 星期六 10:30－11:00                 |                                                                   |                                                                          |
| 爆笑管家第二輯                      | 我們這一家 第260集 （2011年8月13日）                              | 問問Master Joe (2011年8月20日) 變形金剛 （2011年8月27日－2012年2月18日） |
| 星期三 16:21－16:23                 |                                                                   |                                                                          |
| 哈姆太郎                            | 我們這一家VI （2012年2月1日）                                     | 哈姆太郎                                                                 |
| 星期二 17:35－17:50                 |                                                                   |                                                                          |
| 星光少女 (17:20－17:50)             | 我們這一家V （2012年2月21日）                                     | 星光少女 (17:20－17:50)                                                  |
| 星期三 17:35－17:50                 |                                                                   |                                                                          |
| 星光少女 (17:20－17:50)             | 我們這一家V （2012年4月4日）                                      | 星光少女 (17:20－17:50)                                                  |
| 星期二 17:40－17:50                 |                                                                   |                                                                          |
| 星光少女 (17:20－17:50)             | 我們這一家V （2012年5月22日）                                     | 星光少女 (17:20－17:50)                                                  |
| 星期四 17:35－17:50（臨時節目調動） |                                                                   |                                                                          |
| 紙箱戰機 (17:20－17:50)             | 我們這一家VI （2012年6月14日）                                    | 紙箱戰機 (17:20－17:50)                                                  |
| 星期六 17:15－17:30（臨時節目調動） |                                                                   |                                                                          |
| 我家3姊妹II (17:00－17:30)          | 我們這一家VI （2012年6月16日）                                    | 我家3姊妹II (17:00－17:30)                                               |
| 星期四 16:05－16:20（臨時節目調動） |                                                                   |                                                                          |
| KERORO軍曹V (15:50－16:20)          | 我們這一家V （2012年6月28日）                                     | KERORO軍曹V (15:50－16:20)                                               |
| 星期日 08:35－08:50                 |                                                                   |                                                                          |
| 開心老友記 (08:30－09:00)           | 我們這一家V （2012年7月1日）                                      | 開心老友記 (08:30－09:00)                                                |

| 翡翠台 星期一至五 10:00－10:30                                 | 翡翠台 星期一至五 10:00－10:30                                               | 翡翠台 星期一至五 10:00－10:30                                         |
| -------------------------------------------------------------- | ---------------------------------------------------------------------------- | ---------------------------------------------------------------------- |
|                                                                | 我們這一家V （2012年7月16日-8月28日） 我們這一家VI （2012年8月29日-8月31日） |                                                                        |
| 新增動畫時段 笑傲江湖                                          | 取消動畫時段 射鵰英雄傳之鐵血丹心                                            |                                                                        |
| 星期日 16:15－16:30                                            |                                                                              |                                                                        |
| 包山鬥智顯平安 - 亞太廣播聯盟機械人大賽 (15:30－16:30)         | 我們這一家VI （2012年9月2日）                                                | 細味澳門15年 (15:45－16:15) 最緊要正字及2012 立法會選舉 (16:15－16:30) |
| 星期日 10:35－11:00                                            |                                                                              |                                                                        |
| FAIRY TAIL 魔導少年 (10:00－11:00)                             | 我們這一家VI （2012年9月9日）                                                | 我們這一家VI (10:30－10:45)契爸唔易做 (10:45-11:55)                    |
| 星期日 10:30－10:45                                            |                                                                              |                                                                        |
| FAIRY TAIL 魔導少年 (10:00－10:35) 我們這一家VI (10:35－11:00) | 我們這一家VI （2012年9月16日）                                               | 鐵甲萬能俠Z (10:00－11:00)                                             |
| 星期五 17:35－17:50                                            |                                                                              |                                                                        |
| 紙箱戰機 (17:20－17:50)                                        | 我們這一家VI （2012年10月5日）                                               | 紙箱戰機 (17:20－17:50)                                                |
| 星期日 10:00－10:15                                            |                                                                              |                                                                        |
| 鐵甲萬能俠Z (10:00－11:00)                                     | 我們這一家VI （2012年10月14日）                                              | 契爸唔易做~暑假大作戰 (10:00－11:55)                                   |
| 星期日 16:15－16:30                                            |                                                                              |                                                                        |
| 我家3姊妹 (16:00－16:30)                                       | 我們這一家VI （2012年12月16日）                                              | 我家3姊妹 (16:00－16:30)                                               |
| 我家3姊妹 (16:00－16:30)                                       | 我們這一家VI （2013年1月6日、1月13日）                                       | 我家3姊妹 (16:00－16:30)                                               |
| 星期三 15:30－15:50                                            |                                                                              |                                                                        |
| 談談情·練練武 (14:50－15:50)                                   | 我們這一家VI （2013年1月16日）                                               | 談談情·練練武 (14:50－15:50)                                           |
| 星期四 16:05－16:20（臨時節目調動）                            |                                                                              |                                                                        |
| 幸運四葉草 (15:50－16:20)                                      | 我們這一家V （2013年1月17日）                                                | 幸運四葉草 (15:50－16:20)                                              |

| 翡翠台 星期三 15:30－15:50 | 翡翠台 星期三 15:30－15:50                   | 翡翠台 星期三 15:30－15:50                   |
| --- | -------------------------------------------- | -------------------------------------------- |
| | 我們這一家VI （2013年2月27日）               |                                              |
| 戀愛星求人 (14:45－15:50) | 戀愛星求人 (14:45－15:50)                    |                                              |
| 星期二 17:20－17:35 |                                              |                                              |
| 光之美少女：甜蜜天使 (17:20－17:50) | 我們這一家VI （2013年6月11日）               | 光之美少女：甜蜜天使 (17:20－17:50)          |
| 星期日 07:30－07:45 |                                              |                                              |
| 寵物反斗星 (07:30－08:00) | 我們這一家VI （2013年6月16日）               | FIFA洲際國家盃2013 - 早晨戰報 (07:30－08:00) |
| 星期一 09:15－09:30 |                                              |                                              |
| 交易現場 (09:00－09:45) | 我們這一家VI （2013年7月1日）                | 交易現場 (09:00－09:45)                      |
| 星期日 17:15-17:25（臨時節目調動） |                                              |                                              |
| 寵物小精靈XY (17:00－17:30) | 我們這一家VI 重播 （2014年11月16日）         | 寵物小精靈XY (17:00－17:30)                  |
| 星期二 16:05-16:20（臨時節目調動） |                                              |                                              |
| SD高達三國傳 重播 (15:50－16:20) | 我們這一家VI 重播 （2014年11月25日）         | SD高達三國傳 重播 (15:50－16:20)             |
| 星期一至五 15:50-16:20 10月15日起15:45-16:20節目調動時間 9月29日15:50-16:10（播放1集左右，節目中途腰斬） 9月30日15:50-16:15及17:00-17:05（播放1.5集，中途插播特別新聞報道） 10月1日15:50-16:05、16:40-16:50（播放1集，中途插播特別新聞報道） 10月2日15:50-16:05、16:55-17:00（播放1集，中途插播特別新聞報道） 10月3日15:50-16:05（播放1集左右，節目中途腰斬） 10月6日15:50-16:00、16:40-16:45（播放1集左右，中途插播特別新聞報道） 10月7日15:50-16:05、16:50-16:55（播放1集左右，中途插播特別新聞報道） 10月10日15:50-16:00、16:30-16:50（播放1.5集，中途插播特別新聞報道） 10月13日15:50-16:05、16:25-16:45（播放1.5集，中途插播特別新聞報道） 10月14日15:50-16:05、16:40-16:45（播放1集左右，中途插播特別新聞報道） 10月15日15:45-16:05（播放1集左右，中途插播特別新聞報道） 10月16日15:45-16:00、16:30-16:40（播放1集左右，中途插播特別新聞報道） 10月17日15:45-16:05（播放1集左右，節目中途腰斬） 10月20日至24日15:45-16:00、16:30-16:40（播放1.5集，中途插播特別新聞報道） 11月3日15:45-16:00、16:10-16:15（播放1集，中途插播特別新聞報道） |                                              |                                              |
| III 重播 | 我們這一家VI 重播 （2014年9月18日－11月3日） | SD高達三國傳 重播                            |
| 星期一至六 06:00-06:25 |                                              |                                              |
| 我愛玫瑰園 | 我們這一家 重播 （2015年3月4日－3月14日）    | 紙箱戰機 重播                                |

| J2 星期一至五 18:30-19:00首播，星期二至六04:45-05:10、09:00-09:30重播 6月30日起 星期一至五17:45-18:15首播，星期二至六04:20-04:45、08:45-09:15重播 | J2 星期一至五 18:30-19:00首播，星期二至六04:45-05:10、09:00-09:30重播 6月30日起 星期一至五17:45-18:15首播，星期二至六04:20-04:45、08:45-09:15重播 | J2 星期一至五 18:30-19:00首播，星期二至六04:45-05:10、09:00-09:30重播 6月30日起 星期一至五17:45-18:15首播，星期二至六04:20-04:45、08:45-09:15重播 |
| --- | --- | --- |
| | 我們這一家 第1-2輯 第1-103集 （2008年5月2日- 8月6日）                                                                                             | |
| 日式麵包王 | 皇家雙妹嘜 | |
| 星期一至五 18:30-19:00 | | |
| 守護蛋精靈 第2輯 | 我們這一家 第5輯 第209-259集 （2011年2月1日 - 3月18日）                                                                                           | 幸運四葉草 |
| 守護蛋精靈 第3輯 | 我們這一家 第261-331集 （2011年8月29日 - 11月11日）                                                                                               | 華麗的挑戰 |
| 星期一至五 17:55-18:25 | | |
| 百變小櫻Magic咭 | 我們這一家 第1－90集 （2012年4月24日 - 7月13日）                                                                                                  | KERORO軍曹VII |

| 無綫兒童台 星期一至五 15:00-15:30 | 無綫兒童台 星期一至五 15:00-15:30                                                                                           | 無綫兒童台 星期一至五 15:00-15:30 |
| --------------------------------- | --- | --------------------------------- |
|                                   | 我們這一家 第3輯 第105-156集 （2007年4月27日 - 7月9日）                                                                     |                                   |
| 櫻桃小丸子                        | 新宇宙飛龍 |                                   |
| 星期一至五 09:30-10:00            | |                                   |
| —                                 | 我們這一家 第4輯 第157-208集 （2008年7月7日 - 9月16日）                                                                     | 鋼鐵小子                          |
| 星期一至五 10:00-10:30            | |                                   |
| 麵包超人                          | 我們這一家 第5輯 第209-260集 （2010年7月7日 - 9月16日）                                                                     | —                                 |
| 星期一至五 09:30-10:00            | |                                   |
| 網絡小精靈                        | 我們這一家VI 第6輯 第261-331集 （2012年10月8日 - 2013年1月24日） 我們這一家 第1－2輯 第1－103集 （2013年1月25日 - 6月18日） | 寵物小精靈：超級願望              |
| TVB兒童台 星期一至五 06:00-06:30  | |                                   |
| 網球優等生                        | 我們這一家 第1－10集 （2015年3月18日－3月31日）                                                                             | 電視台於2015年4月1日起終止播映    |
| TVB Window 星期一至五 06:00-06:30 | |                                   |
| 網球優等生                        | 我們這一家 第1－13集 （2015年3月18日－4月3日）                                                                              | 綜藝娛樂節目                      |

| 翡翠台及高清翡翠台 10:30 - 13:00                                | 翡翠台及高清翡翠台 10:30 - 13:00                  | 翡翠台及高清翡翠台 10:30 - 13:00 |
| --------------------------------------------------------------- | ------------------------------------------------- | -------------------------------- |
|                                                                 | 我們這一家大電影 （2008年12月25日）               |                                  |
| 翡翠台 薯童謠（10:20-10:50） 光之美少女-秘密花園（10:50-12:35） | 智激校園聖誕盃爭奪戰 KERORO軍曹大電影             |                                  |
| 無綫電影台 星期日15:30 - 16:45                                  |                                                   |                                  |
| 翡翠明珠                                                        | 我們這一家電影版 - 超能力花師奶 （2011年8月21日） | 辣手回春                         |
| 翡翠台 星期一09:15 - 11:30                                      |                                                   |                                  |
| 快樂長門人                                                      | 我們這一家大電影 （2023年1月2日）                 | 男神廚房開業喇!                  |

| 翡翠台 星期日 17:00-17:30 6月26日及8月28日暫停播映                                                                            | 翡翠台 星期日 17:00-17:30 6月26日及8月28日暫停播映         | 翡翠台 星期日 17:00-17:30 6月26日及8月28日暫停播映 |
| --- | ---------------------------------------------------------- | --- |
| | 新·我們這一家 （2016年6月12日－12月18日）                  | |
| 冰鎮企鵝仔 重播，第4輯，第8-15集 ↓ 第4輯，第25-26集                                                                           | 麵包超人 第1111、1122-1132集                               | |
| 星期一、二 09:15-10:15 |                                                            | |
| 交易現場（09:00-09:30） 深港滬通（09:30-09:45） 超級勁歌推介（09:45-09:50） 快樂長門人（09:50-10:00） 金牙大狀（10:00-10:30） | 新·我們這一家 重播，第11-14集 （2017年12月25日－12月26日） | Big Big小明星2017 （2018年1月1日 09:15-10:45） 交易現場（09:00-09:30） 深港滬通（09:30-09:45） 超級勁歌推介（09:45-09:50） 快樂長門人（09:50-10:00） 金牙大狀（10:00-10:30） |
| 星期一至五 16:15-16:50 |                                                            | |
| 寶石寵物VI 重播 | 新·我們這一家 重播 （2018年9月4日－10月9日）               | 車神超激戰 重播 |

## 外部連結
我們這一家動畫
- 我們這一家的X（前Twitter）（日語）
- YouTube上的我們這一家頻道
- Shin-Ei動畫《我們這一家》官方網站 （日語）
- 月刊我們這一家（月イチあたしンち）網站 （日語）
- Eiko Kera（けらえいこ）網站 （日語）
- Eiko Kera（けらえいこ）網站（舊） （日語）
- 《我們這一家》新作動畫官方網站 （页面存档备份，存于）（日語）
- 台視《我們這一家》官網 （页面存档备份，存于） （繁體中文）
- 台視《新我們這一家》官網 （页面存档备份，存于）（繁體中文）
- 互联网电影数据库（IMDb）上《我們這一家》的资料（英文）
- 时光网上《我们这一家》的資料（简体中文）
- 豆瓣电影上《我们这一家》的資料 （简体中文）
- 豆瓣电影上《新我们这一家》的資料 （简体中文）

我們這一家電影版
- Yahoo奇摩電影上《我們這一家》的資料（繁體中文）
- 開眼電影網上《我們這一家電影版》的資料（繁體中文）
- 时光网上《我们这一家剧场版》的資料（简体中文）
- 豆瓣电影上《我们这一家 剧场版》的資料 （简体中文）

我們這一家電影版：超能力花媽
- 互联网电影数据库（IMDb）上《劇場版 3Dあたしンち 情熱のちょ～超能力♪ 母 大暴走！》的资料（英文）
- Yahoo奇摩電影上《我們這一家電影版：超能力花媽》的資料（繁體中文）
- 開眼電影網上《我們這一家電影版-超能力花媽!》的資料（繁體中文）
- 时光网上《我们这一家3D电影版：超能力老妈大暴走》的資料（简体中文）
- 豆瓣电影上《剧场版3D 我们这一家 -热情的超能力- 母亲大暴走！》的資料 （简体中文）